# Pebrotera
Les pebroteres o pebreres (Capsicum) són un gènere de plantes de la família Solanaceae. El nom del seu fruit pot ser pebre, pebrera, pebrina, pebró o pebrot, i al País Valencià i en català occidental pimentó o xili. Es destria del pebre gris dient-ne pebre vermell o pebró vermell (català oriental), pebre roig o pebró roig (català occidental) o pebre bord (Balears). En alguns municipis del Comtat i l'Alcoià i el seu entorn s'anomena bajoca; pebrerot a Monòver i la Romana.

## Morfologia

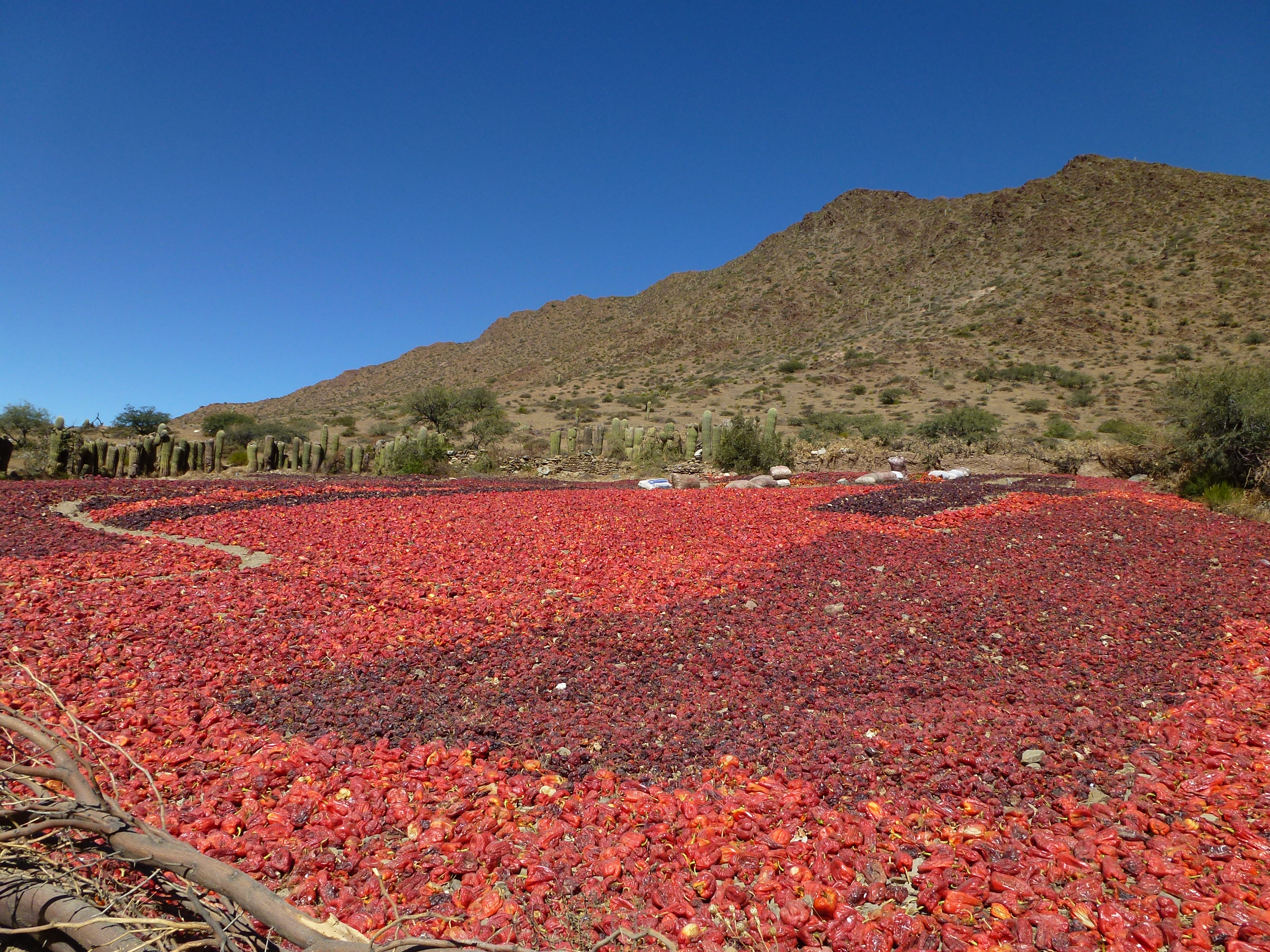
Pebrots vermells assecats per a la posterior polvorització

Plantes anuals de fulles oposades sense pilositat, flors solitàries generalment blanques i fruits (pebrot) en baia amb moltes llavors. Hi ha molta variació en la mida i la forma del fruit en general els fruits petits i allargats són molt picants. Planta d'origen sud-americà, el nom català deriva de pebre (gènere Piper), una espècie el gra de la qual s'utilitza i té un aspecte similar al del pebrot dessecat i molt.

## Algunes classes de pebrot

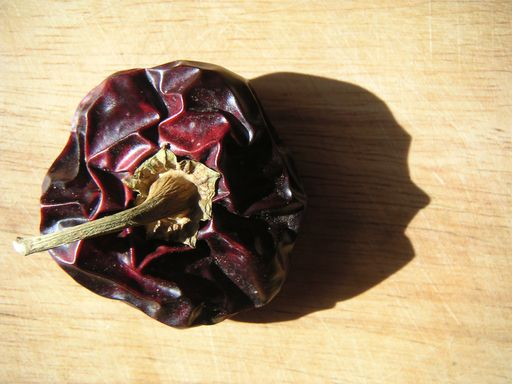
Una nyora

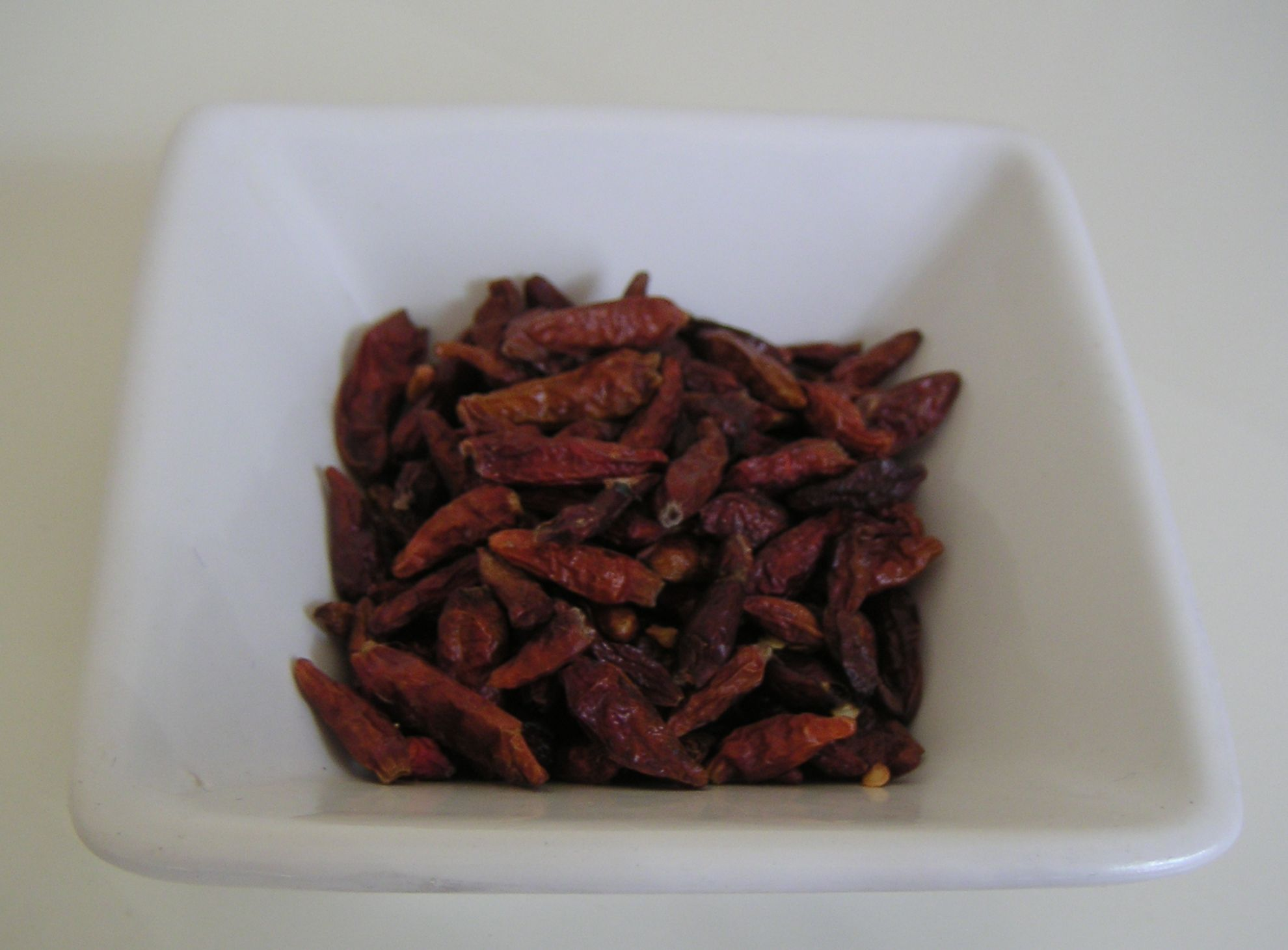
Bitxos

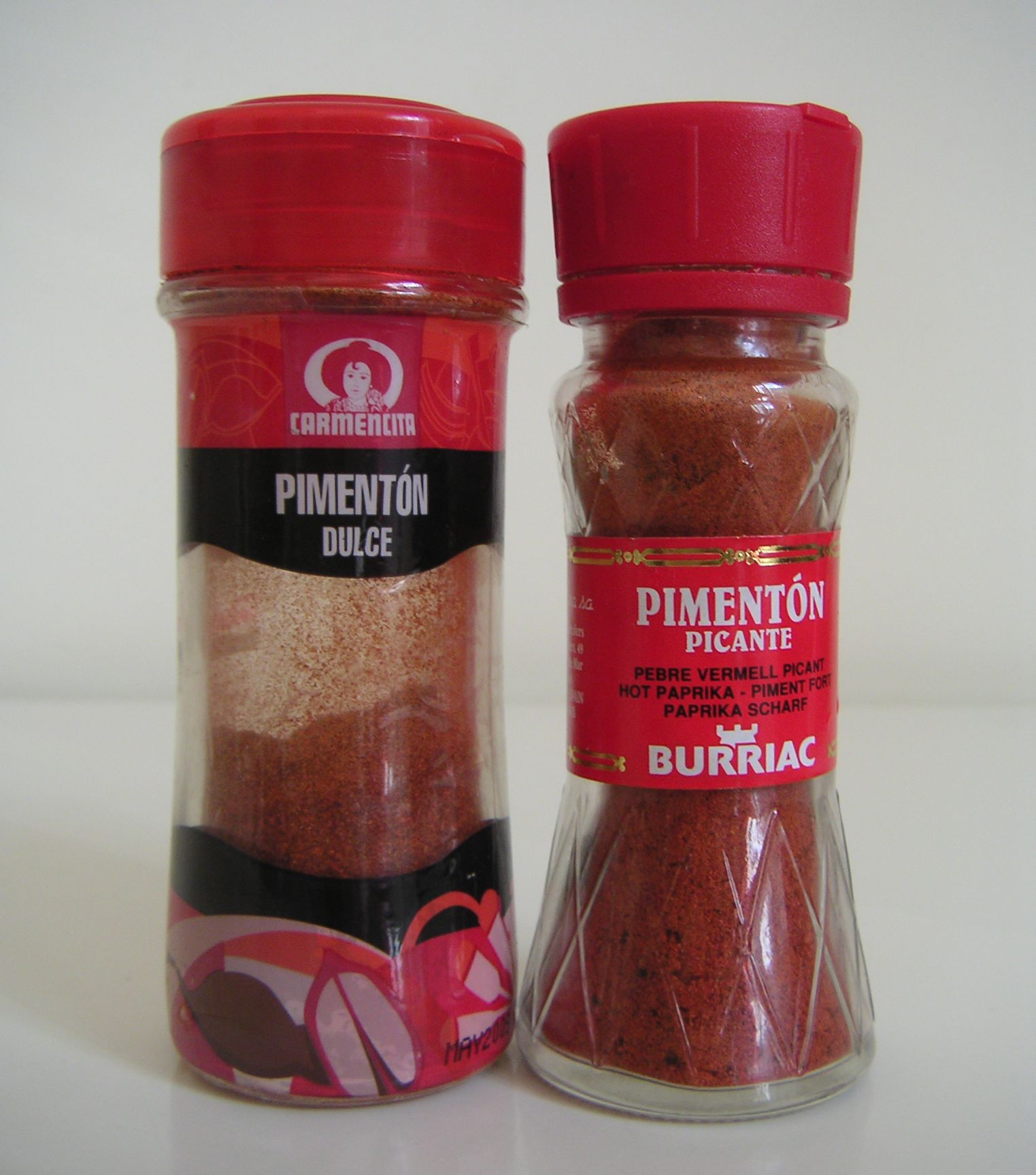
Pebró roig dolç i picant

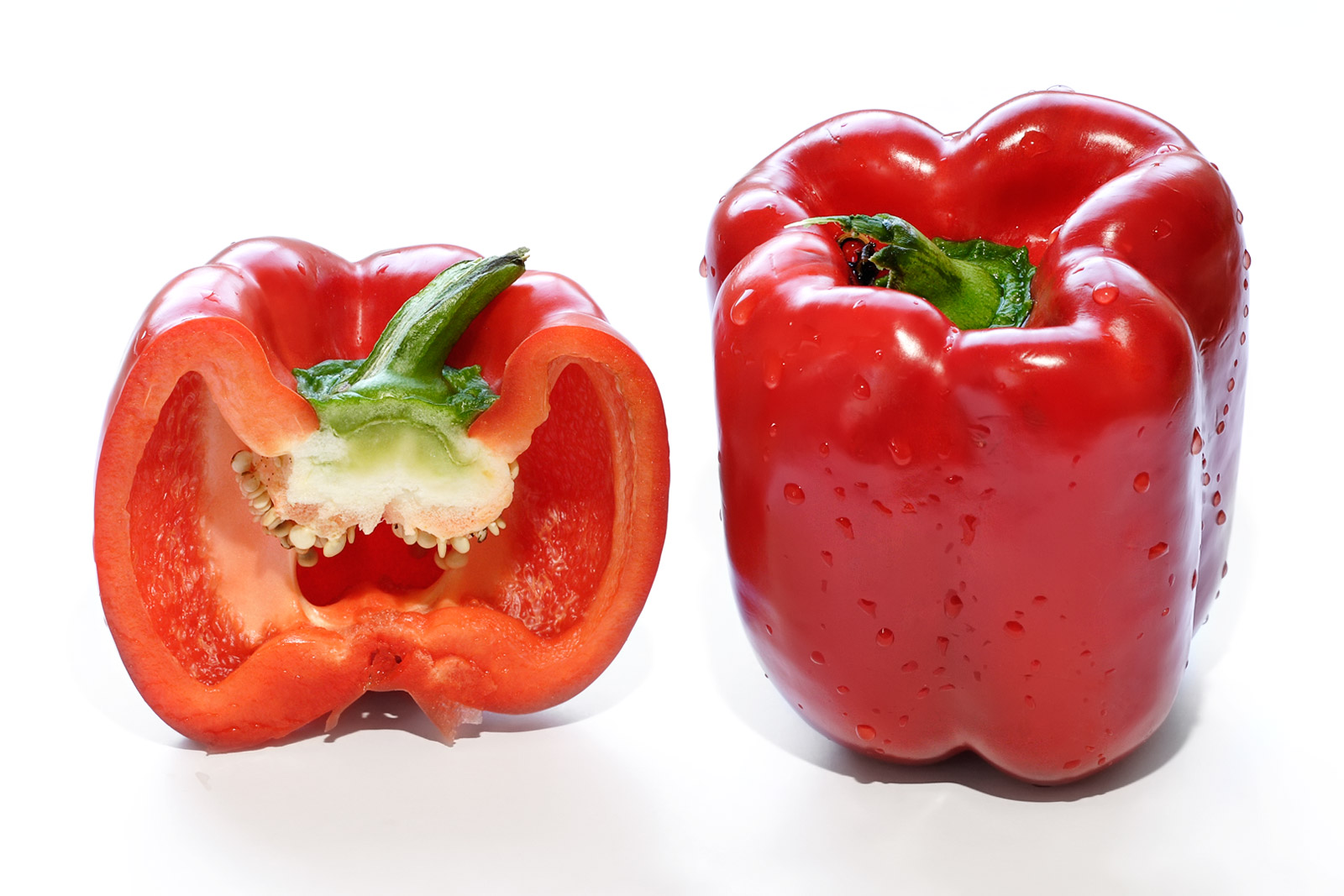
Pebrot vermell

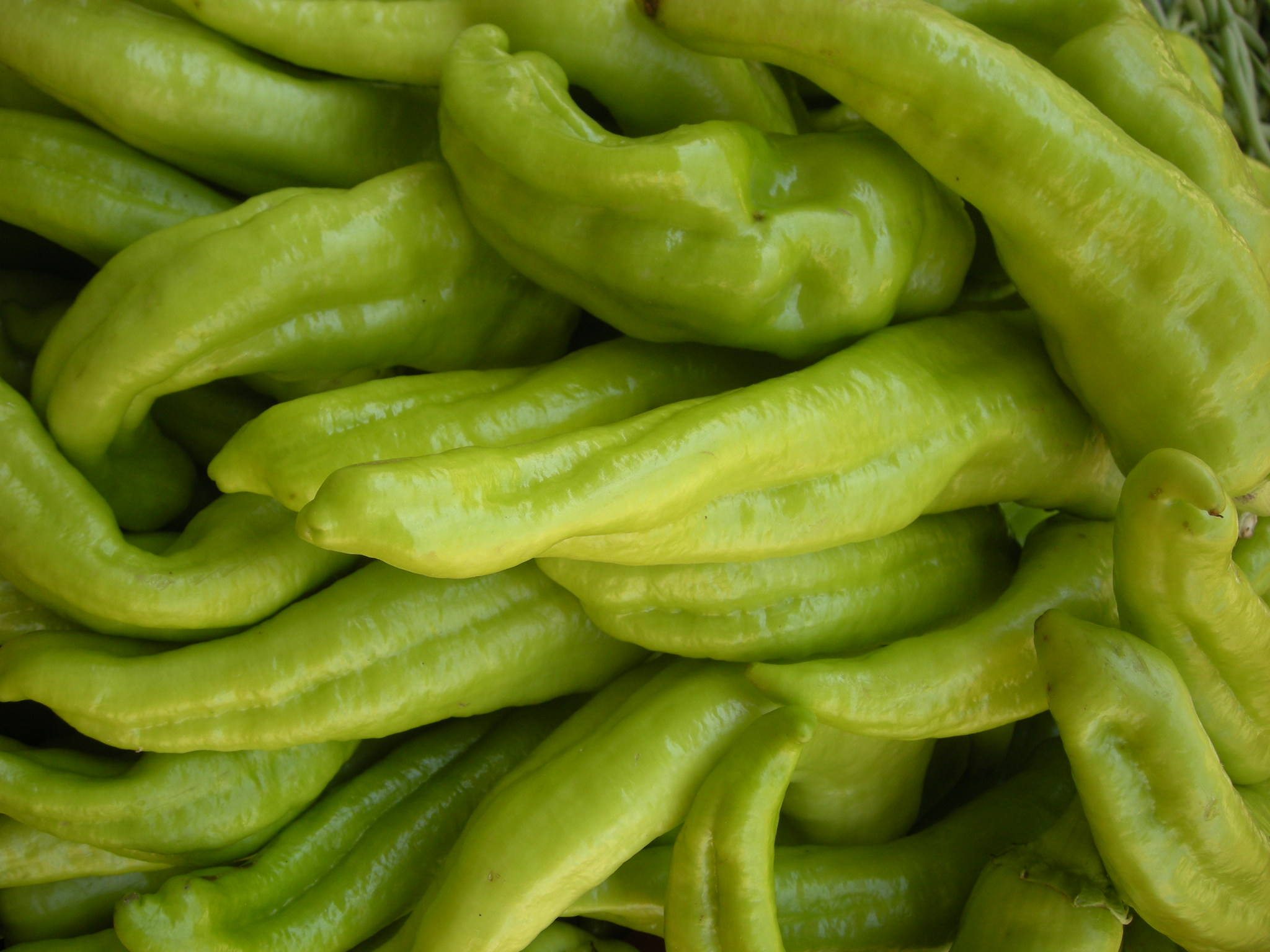
Pebrot tendre verd

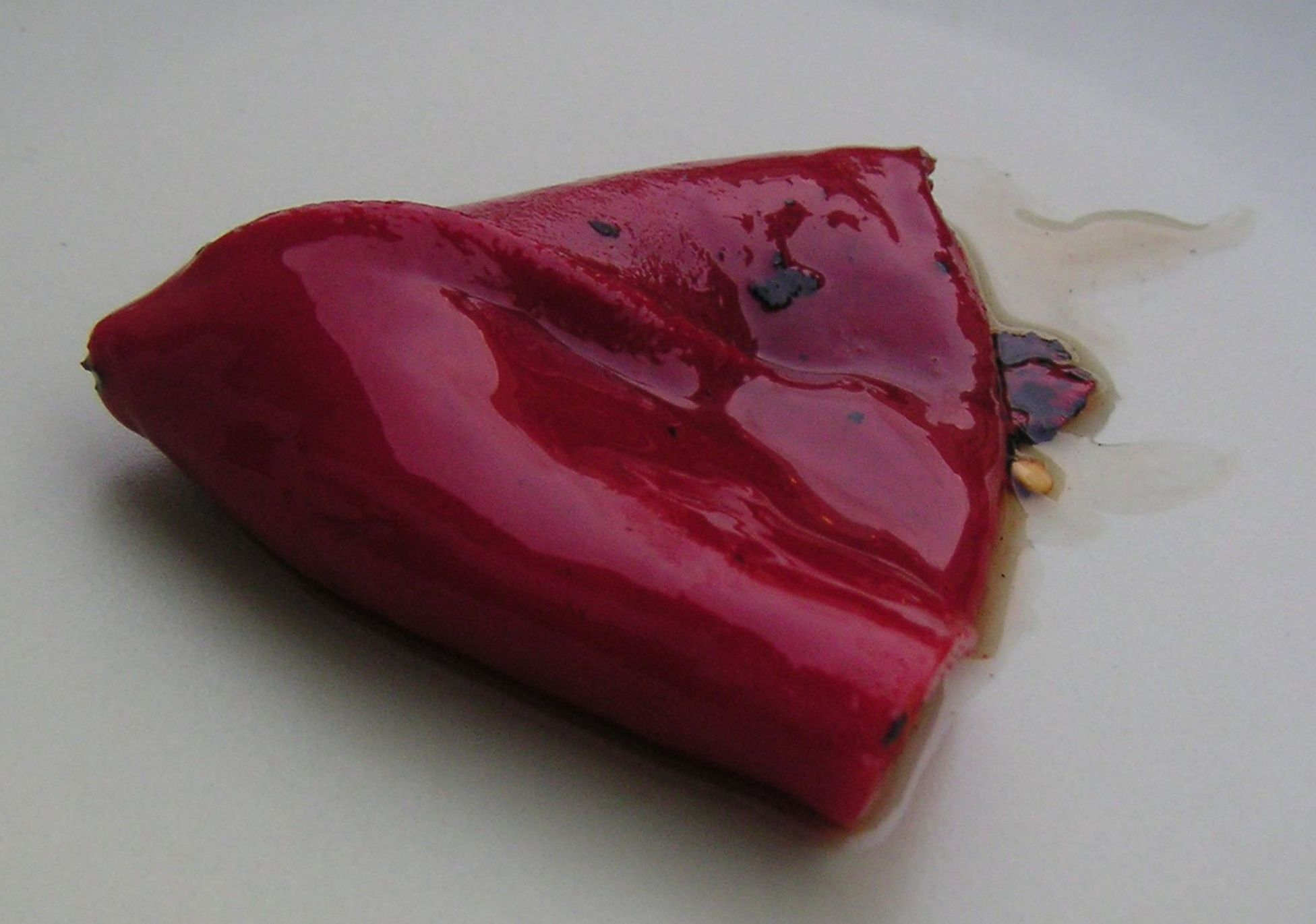
Pebrot del piquillo

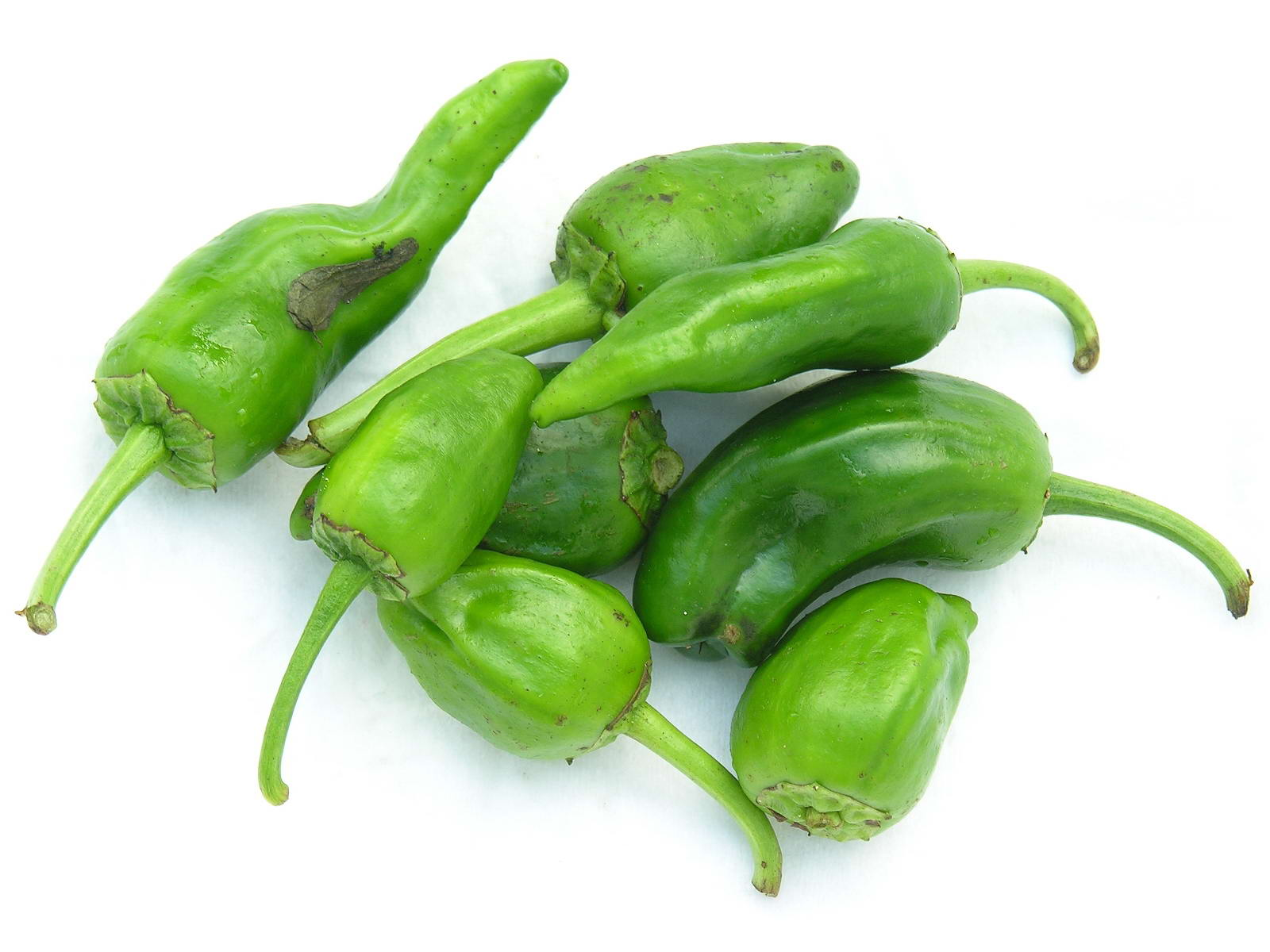
Pebrots de Padrón

Als Països Catalans s'utilitzen els pebrots molt sovint a la cuina. Destaquen el pebrot vermell, molt utilitzat per exemple per a la samfaina, el pebrot verd italià, que juntament amb el vermell sol enriquir alguns sofregits, i per a condimentar el pimentó (o pebre roig, vermell o bord), el vitxo o vitet, la nyora, etc.
Altres pebrots molt coneguts són els de Caiena, el piquillo (País Basc i Navarra), els de Padrón (Galícia) o el xili (Mèxic).

### Nyora
La nyora és un pebrot sec, de color grana i arrodonit. La varietat anomenada de Reus és característica del tipus de mida gran i dolços. La nyora de Guardamar del Segura, és rodona i petita. S'utilitza en multitud de plats típics de les comarques de Catalunya, del sud del País Valencià i també a la Regió de Múrcia. A Alacant i Múrcia és condiment indispensable per als arrossos. A Cartagena la nyora és un dels ingredients bàsics del plat més representatiu de la ciutat: el calder. Un altre plat típic que inclou nyora, si més no a les comarques del sud, és la pericana. Les nyores són sovint utilitzades per a enriquir sofregits i per a salses com el xató, la romesco, la salsa de calçots, etc.

### Pebrot de romesco
El pebrot de romesco és un pebrot sec, de color grana, allargat i d'uns dos centímetres i mig d'ample. És menys carnós i té la pell més gruixuda que la nyora. A la cuina tradicional catalana els pebrots de romesco s'utilitzen sovint per a guisats. També s'utilitzen per al romesco de peix, o romescada, i per a la salsa romesco. Aquests pebrots es cultiven en menys quantitat que les nyores, cosa que fa que, de vegades, hom utilitzi aquestes pels romescos en comptes dels pebrots de romesco.

### Bitxo
El bitxo, vitet o pebrina, o coralet, és un pebrot petit, prim i vermell; és molt picant i s'utilitzava untant les ungles de les criatures perquè no es mosseguessin les ungles. Es pot menjar fresc o sec.
Els bitxos són un ingredient molt important en la cuina de molts països tropicals arreu del planeta, de la cuina mexicana fins als curris de l'Àsia del sud.

### Pebró vermell
El pebró vermell (català oriental), pebró roig (català occidental) o pebre bord (català balear) s'obté d'assecar i polvoritzar pebrots dolços (per al pebre vermell dolç, que no pica) o vitxos (per a la variant picant). Fa les funcions d'aromatitzant, colorant i conservant natural (vegeu formatge de Maó i sobrassada, per exemple). A Mallorca ja apareix al segle xviii al receptari de cuina escrit per Jaume Martí i Oliver. A Hongria i altres països es coneix com a paprika.

### Pebrot vermell
És el pebrot vermell, que en realitat en alguns països es consumeix també en fases de maduració menys completes, amb la qual cosa es presenta en taronja, groc o verd. A Amèrica pot ser picant però a l'Estat espanyol és sempre dolç. La seva carn és més gruixuda i dura que la del pebrot tendre verd. S'utilitza molt escalivat. Amb aquest pebrot es fa el pebre roig dolç i picant. És la variant annuum de Capsicum annuum.

### Pebrot verd

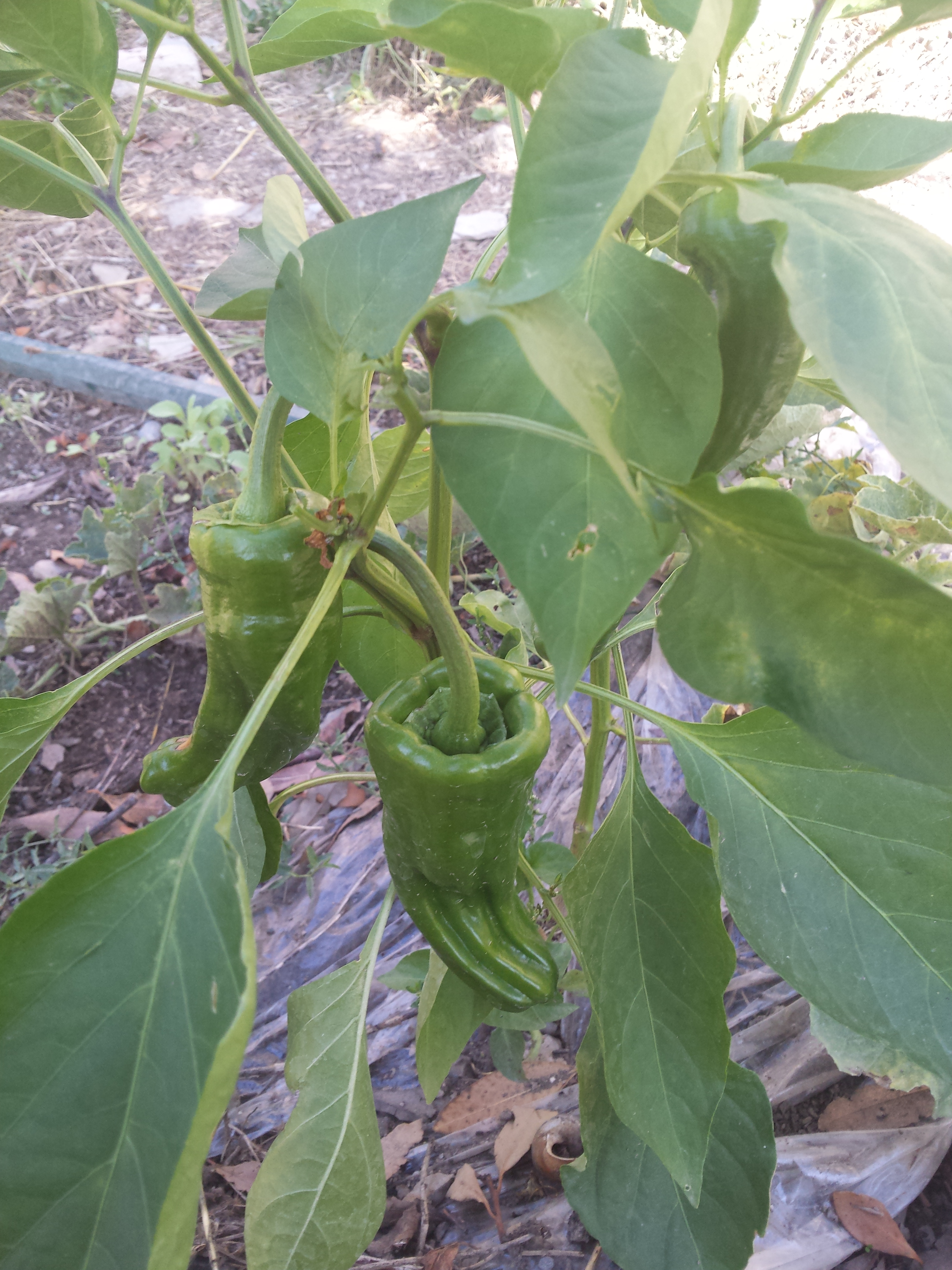
Pebrots del tipus italià (friggitelli)

Als Països catalans, i a d'altres també, com per exemple Itàlia, el pebrot de carn gruixuda i més aviat rodó, que existeix en molts colors: grocs, taronja, vermell, fosc, verd fosc, etc. només s'utilitza en vermell (vegeu pebre vermell). En canvi, el conegut popularment com a "pebrot verd" és un altre, més allargat, de carn fina i color verd clar, també conegut com a pebrot tendre. Es cultiva a Mallorca. S'usa de vegades als sofregits, trinxat i cuit amb la ceba, o es poden menjar a la brasa o fregits, per exemple com a acompanyament, a la samfaina, al trempó i a les sopes mallorquines, per exemple.

### Pebrot del piquillo
El pebrot del piquillo (Capsicum annuum L.) és un pebrot vermell, petit i cònic. Se sol escalivar, pelar i guardar en conserva. Per la seva mida i forma són molt pràctics per a farcir (de puré de patates barrejat amb altres coses, com per exemple tonyina, d'ensalada russa, de truita de patata, de brandada de bacallà, de carn picada amb sofregit, de calamarçons, etc.). En aquest cas se solen arrebossar després i fregir, tot i que no és obligatori. Farcits, es poden servir sobre una llesca de pa, a manera de pintxo o bé com a plat, per exemple amb salsa i un acompanyament. També es pot fer una salsa de pebrots del piquillo fàcilment, per exemple, batent-los dintre d'un sofregit o del suc de coure la farça o amb una mica de brou o llet, espessit si cal amb un pèl de farina. Com els altres pebrots roigs escalivats, també se solen usar, tallats en tiretes, per a decorar diversos plats.

### Pebrot de Padrón
Els pebrots de Padrón són de color verd, carn fina i mida petita. Com diu la dita, "alguns piquen i altres no" (que rima en Gallec "Os pementos de Padrón, uns pican e outros non"). Són originaris de Galícia i es cullen de la pebrera quan encara no han madurat. Es mengen fregits o a la planxa, amb molta sal, per a acompanyar o com a aperitiu.

## Conreu

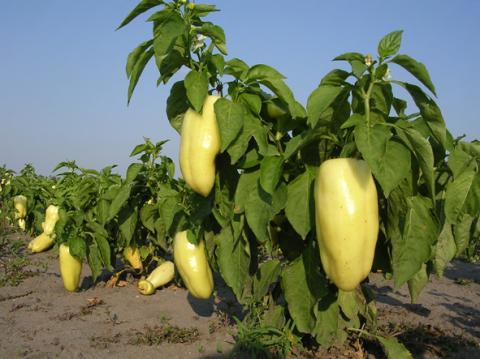
Hort amb pebroteres.

La pebrotera és una planta exigent en temperatura, que ha d'estar al voltant dels 20 °C, especialment si els fruits es volen collir madurs (colors vermells o grocs), també necessita molta aigua i adobs. No aguanta canvis bruscos de temperatura. La humitat relativa no ha de ser excessivament alta sinó entre un 50% i 70%, ja que el seu excés afavoreix les malalties aèries i dificulta la fecundació. Requereix molta lluminositat, en especial quan la planta és molt jove i durant el període de germinació. El sól ha de ser ben drenat, amb sorres i matèria orgànica. L'acidesa del sol en principi ha d'estar entre 6,5 i 7 de pH; tot i que el pH òptim de l'aigua, en canvi, oscil·la entre 5,5 i 7. La pebrotera suporta bastant bé la salinitat del sól, tot i que en menor mesura que la tomaquera. Al contrari que la tomaquera no necessita ésser entutorada.
S'acostuma a fer un planter previ; en hivernacle la plantació es fa tot l'any i a l'aire lliure a partir de la primavera i fins a principi d'estiu. Les espècies dolces (no picants) es cultiven principalment a hivernacles, l'avantatge més gran dels quals és el control de la temperatura i de la humitat. La collita és esglaonada.

## Plagues
L'ataquen les mateixes malalties i plagues que la tomaquera. Els insectes són, però, menys danyosos que les malalties. Aquests insectes són, principalment, tisanòpters, mosca blanca (aleurodes), pugó, Helicoverpa armigera, Tuta absoluta i Keiferia lycopersicella; a més d'àcars i cucs (nematodes). També poden ser atacades per llimacs.
Els cucs provoquen la formació de nudositats a les plantes, cosa que frena el seu creixement. Per a combatre la seva presència s'acostuma a renovar el sòl periòdicament o, si cal, desinfectar-lo.

## Valor nutricional
En valor mitjà, 100 g de pebrot fresc conté 32 kilocalories. La major part, entorn d'un 94%, del pebrot és aigua, i conté un 1,6% en pes de fibra alimentària. La quantitat de proteïnes i de greixos és gairebé nul, d'un 1,0% i un 0,4%, respectivament. Els glúcids o hidrats de carboni representen un 6,4% del pes del pebrot.
El pebrot fresc té un alt contingut en calci (12 mg/100 g) i vitamines A (94 mg/100 g) i C (131 mg/100 g), i el pebre vermell, que es fa amb pebre dolç, és una espècia que destaca pel seu alt contingut en vitamina A. El contingut en vitamina C del pebrot verd és el doble que el de les taronges, i el del pebrot vermell, el triple. També conté potassi (186 mg/100 g) i fòsfor (26 mg/100 g).
Dessecat, el seu contingut en aigua i vitamines és menor, i el seu valor calòric, per a un mateix pes, és superior. Segons la varietat, el contingut en capsaloides és variable. També varien els alcaloides, responsables del gust picant.

## Gastronomia

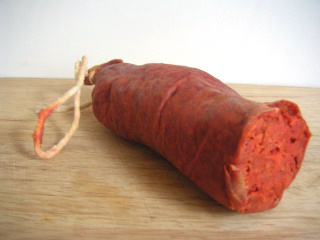
Sobrassada, el pebre roig li dona el seu color característic

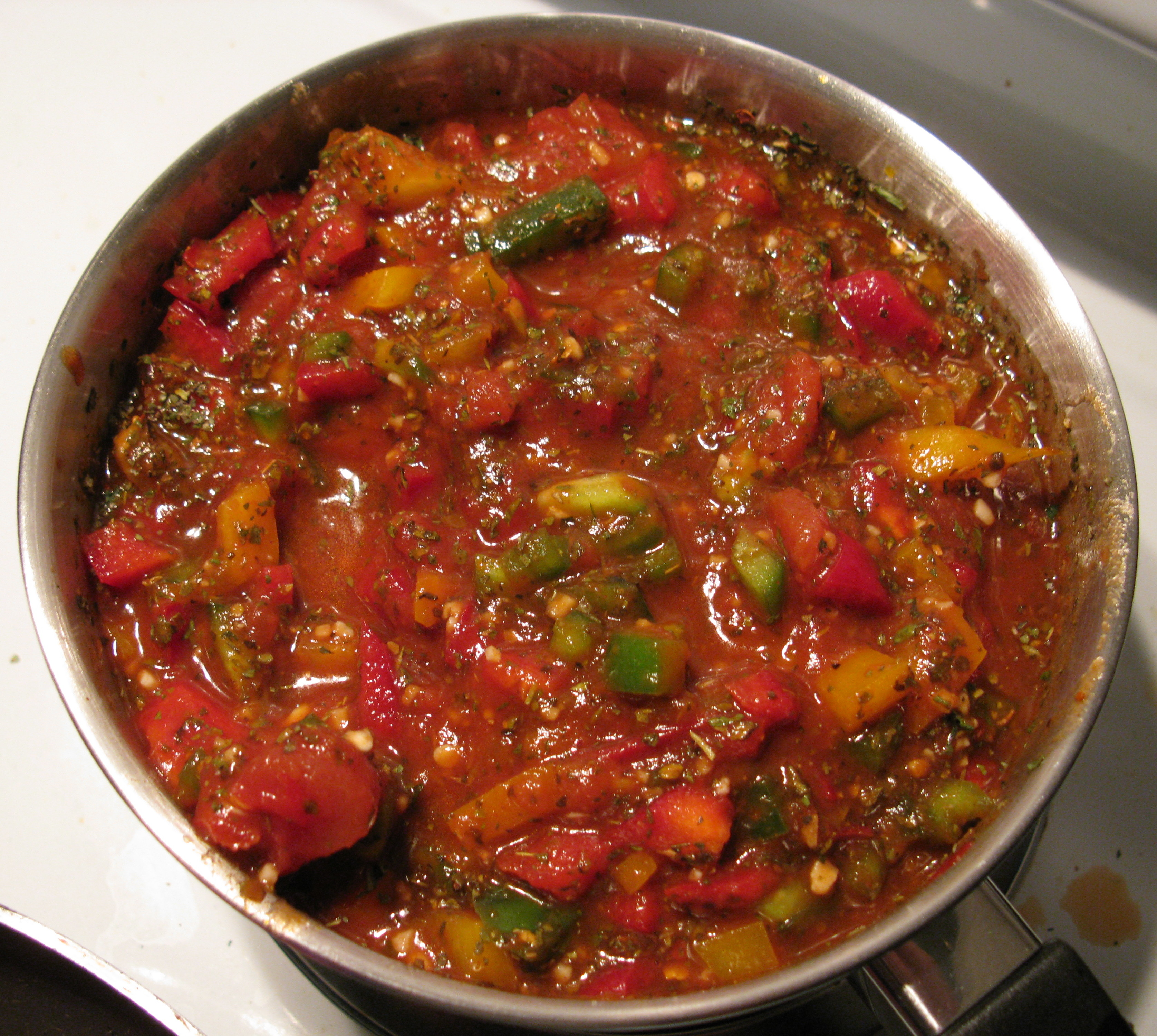
Cassola de xanfaina o mullador

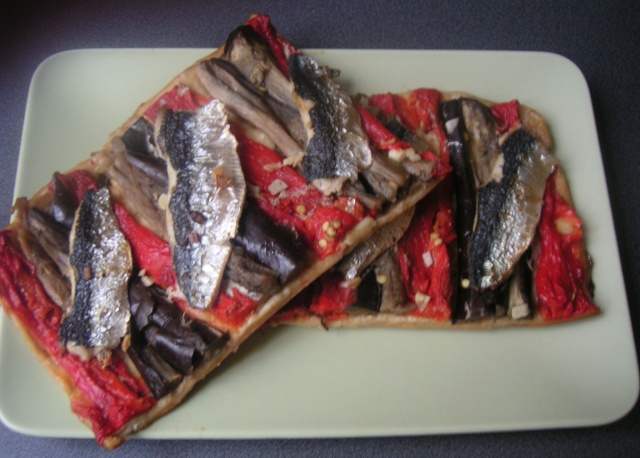
Coca de recapte amb pebrot vermell

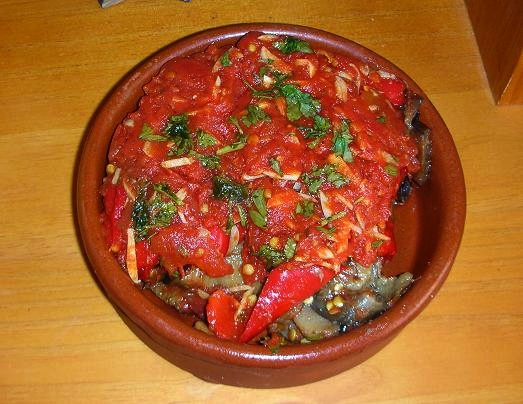
Tombet

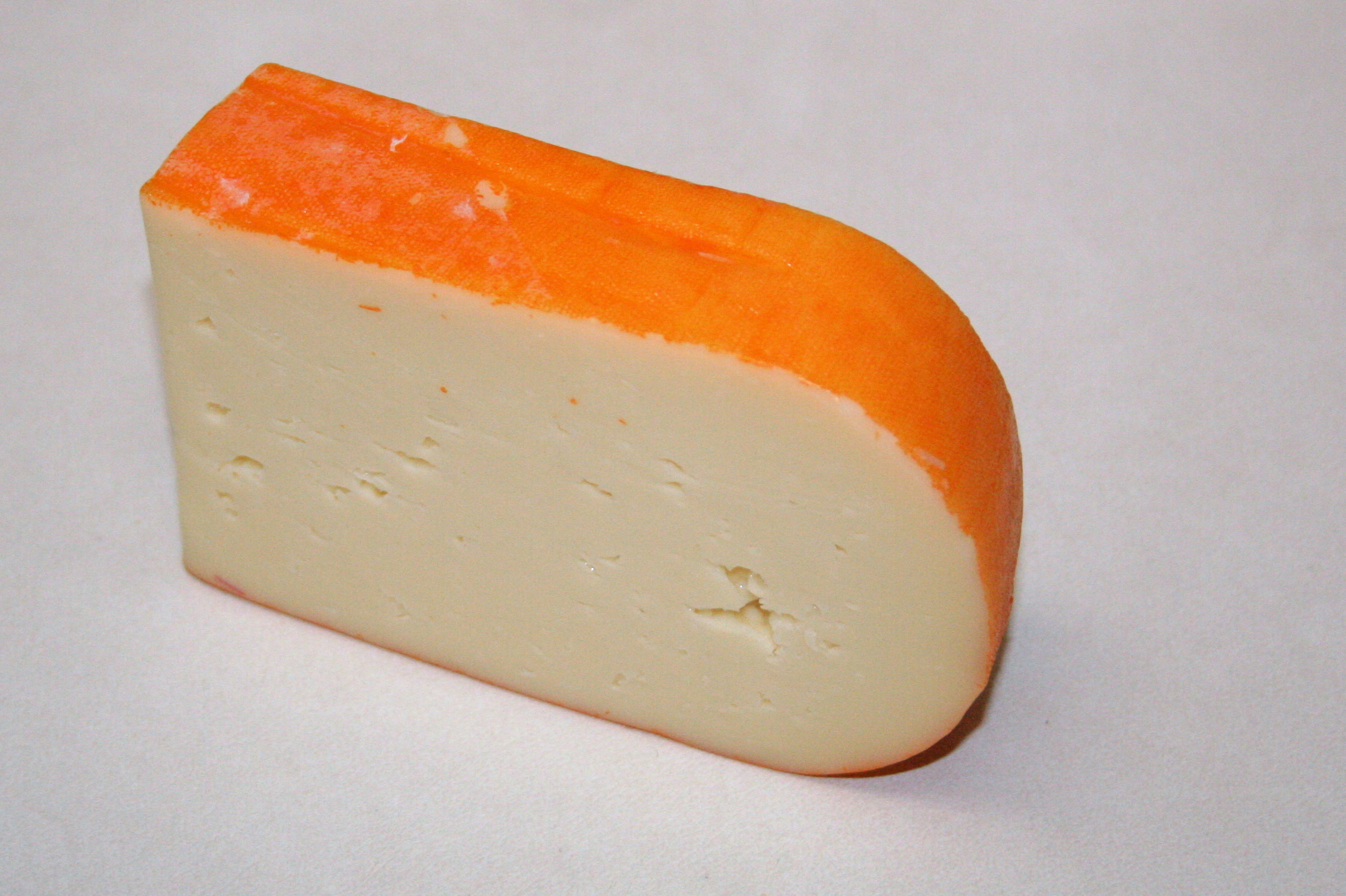
El formatge de Maó es cobreix de pebre roig per a la seva curació. És el que li dona el seu característic color taronja a la superfície.

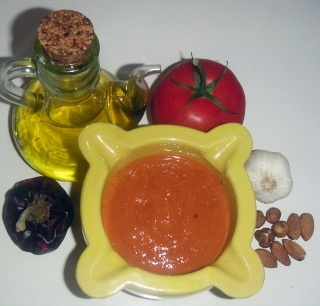
Salsa romesco feta amb nyores

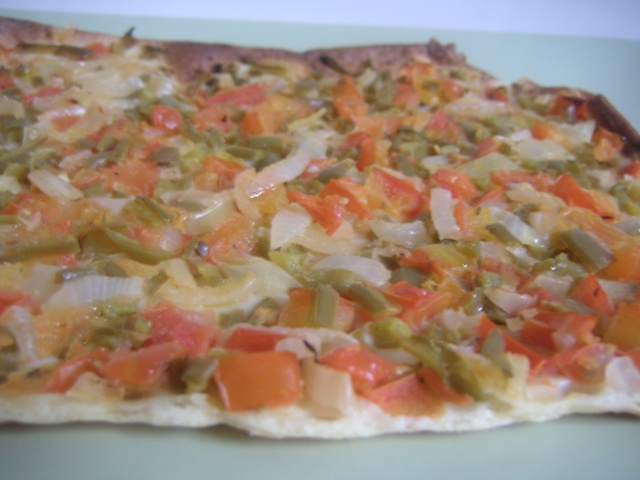
Coca de trempó amb pebrot tendre verd

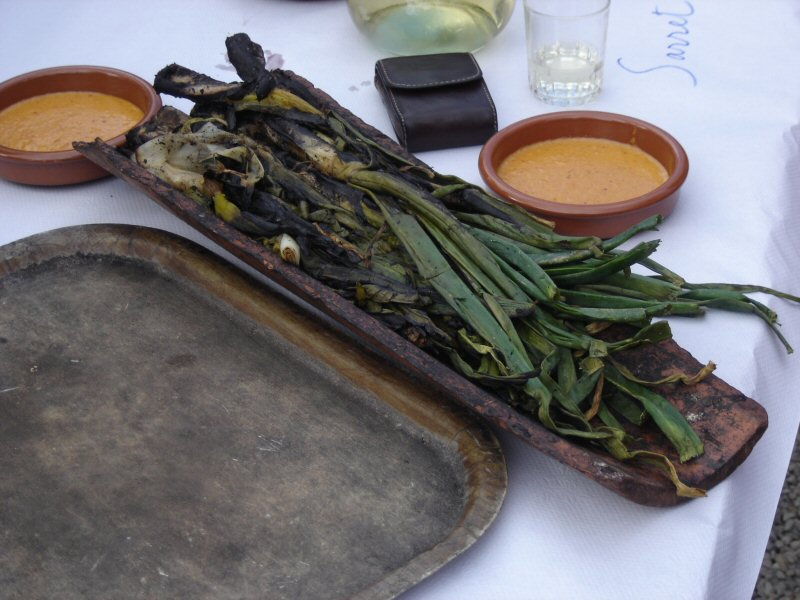
Calçotada, la salsa no es pot fer sense nyora

Els pebrots, els fruits de la pebrotera, s'utilitzen a la gastronomia de molts països del món. En algunes cultures es prefereixen els molt picants, en d'altres s'usen com a condiment, prèviament assecats i polvoritzats, en d'altres es mengen com una hortalissa més.
A la cultura mediterrània els pebrots es mengen molt sovint, de vegades farcits, d'arròs, com les dolmes, de carn picada o fins i tot de truita de patata. També es mengen, sencers, rostits a la brasa o fregits, arrebossats o no. Els pebrots escalivats també es mengen a tota la mediterrània. Per a aquests usos es fan servir les varietats grans i carnoses, no picants. D'altres, com les nyores, el pebre roig i el vitxo, s'utilitzen sobretot com a condiment en nombroses preparacions.
A Amèrica el fruit de la pebrera s'utilitza molt, en especial com a condiment. La cuina mexicana és coneguda per la seva freqüent picantor, obtinguda amb pebrots prims i allargats.
A Àsia, per exemple a la Xina, també són freqüents els plats picants. Utilitzen una mena de pebrots més aviat rodons, de la mida d'una pruna, i que poden ser grocs, vermells o verds. Una molt petita quantitat és suficient.

### Pebrot
Els pebrots es mengen crus en amanida, en coca, fregits, arrebossats, farcits, a la brasa, escalivats al forn o saltejats. Són un dels ingredients essencials per a multitud de plats de la cuina del mediterrani. Els pebrots verds fregits es poden menjar com a acompanyament de carns o en un entrepà de llom, per exemple. El pebrot vermell escalivat, tallat a tiretes, s'utilitza molt per a decorar plats casolans. A alguns països de la mediterrània se sol usar una varietat de pebrot verd clar i allargat, que en alguns llocs és conegut com a pebrot italià. Aquest pebrot es menja a la brasa o fregit o en amanida. El pebrot verd i el vermell, tallats en trossets molt petits, es poden afegir a la ceba dels sofregits.
En algunes zones del País Valencià s'anomena "gamba de pobre" o "gamba del terreno" quan es disposen trossos de pebrot fregit damunt de la típica paella d'arròs.
Entre els plats a base de pebrot cal mencionar l'escalivada o espencat, la xanfaina, el tombet i els farcellets al forn entre d'altres.

### Pebre vermell
S'utilitza en embotits com la sobrassada, el xoriç, el morcon, el llom adobat, la xistorra, i en general la majoria dels que són de color vermell.
S'utilitza sovint en escabetxos, carns marinades i com a toc final per a decorar alguns plats. També típicament en plats de llegums estofades.
A la Catalunya Vella s'utilitzava molt menys que a la Nova i que al País Valencià, on s'utilitza per a l'allipebre, per a la paella, per a condimentar anguiles, carns, peixos, llegums, verdures, etc. A Catalunya s'usa, per exemple, al bacallà a la llauna, al suquet d'anxoves de Tossa de mar, etc. A Galícia s'utilitza molt, per exemple al polp a feira. A Portugal també es fa servir sovint. A Hongria s'usa per a fer el típic gulasch i per a moltes altres coses.

### Nyora
Les nyores es conserven seques i, per a utilitzar-les, cal escaldar-les uns minuts en aigua bullent. Després es tallen amb compte i amb una cullera es raspa la polpa que roman sobre la pell. No se'n sol obtenir gaire quantitat, aproximadament una cullerada per a cada pebrot, però sovint és suficient per a condimentar un plat per a unes quatre persones. En alguns països es venen seques i tallades a trossos molt petits, i es tiren així, directament, amb la pell i tot, als plats.
La nyora s'utilitza típicament en salses com la romesco, la salvitxada, etc., en alguns sofregits i picades, per a condimentar peixos, bacallà, en alguns arrossos (a l'alacantina, l'arròs calder, etc.)

## Noms en català
Com que els parlants consideren les varietats dolces com a genèriques, aquí no fem distinció i agrupem els noms genèrics i varietals. Tampoc no fem distinció entre planta i fruit, atesa la generalització en aquesta planta de les sinècdoques.

### Denominacions basades enpebre
- pebràs m.
- pebrasser m.
- pebre m.
- pebre bord m.
- pebre coent m.
- pebre de banya de cabra m.
- pebre de banyeta m.
- pebre de cirereta m.
- pebre de fer pebre m.
- pebre de flamarada de llum m.
- pebre de gall m.
- pebre de la reina m.
- pebre de la senyora m.
- pebre de les Índies m.
- pebre de llengüeta m.
- pebre de morro de bou m.
- pebre de quatre caires m.
- pebre de quatre cantons m.
- pebre de quatre cornalons m.
- pebre de Sóller m.
- pebre d'esperó m.
- pebre de tap de corti m.
- pebre de tets m.
- pebre dolç m.
- pebre-domàtiga m.
- pebre envidriat m.
- pebre fort m.
- pebre gros m.
- pebre llarg m.
- pebre morisc m.
- pebre negre m.
- pebrer m.
- pebrera f.
- pebrera coenta f.
- pebrer de banyeta m.
- pebrer de morro de bou m.
- pebrerera f.
- pebrereta f.
- pebre roig m.
- pebrerot m.
- pebrerota f.
- pebre sevillà m.
- pebreta f.
- pebreter m.
- pebre verd m.
- pebre vermell m.
- pebre vidriat m.
- pebrina f.
- pebrinera f.
- pebrot m.
- pebrot coent m.
- pebrot de molsa m.
- pebrot de morro de bou m.
- pebrot dolç m.
- pebroter m.
- pebrotera f.
- pebrot llarg m.
- pebrot picant m.
- pebrot roig m.
- pebrot verd m.
- pebrot vermell m.

### Denominacions basades enpimentó
- pemintó m.
- piment m.
- pimentera f.
- pimentó m.
- pimentonera f.

### Variants amb encreuamentpebrexpimentó
- pibentó m.
- primentó m.
- prebentó m.
- pribentó m.
- prementó m.

### Bajoca
- bajoca f.
- bajoca dolça f.
- bajoca coenta f.
- bajoca roja f.

### Altres denominacions (aplicades, sobretot, al fruit coent)
- aga f.
- asnauixe m.
- bisolet m.
- bitxer m.
- bitxera f.
- bitxo m.
- bitxo picant m.
- capsa f.
- carolet m.
- cireret m.
- cirereta f.
- citró m.
- coent m.
- coenta f.
- coentet m.
- coguentera f.
- coral m.
- coral de jardins m.
- coralera f.
- coralet m.
- coraletera f.
- corall de jardins m.
- cornet m.
- corneta f.
- corolí m.
- ditet m.
- fiçó
- guinda f.
- morro de vedell m.
- morrut m.
- nyora f.
- nyoreta f.
- pesteta f.
- pestetera f.
- viró m.
- vironet m.
- virot m.
- visolet m.
- vissó m.
- vit m.
- vitet m.
- vitxer m.
- vitxera f.
- vitxo m.
- vitxo picant m.
- xili m.
- xile m.
- xitxó m.

## Imatges de les pebroteres cultivades

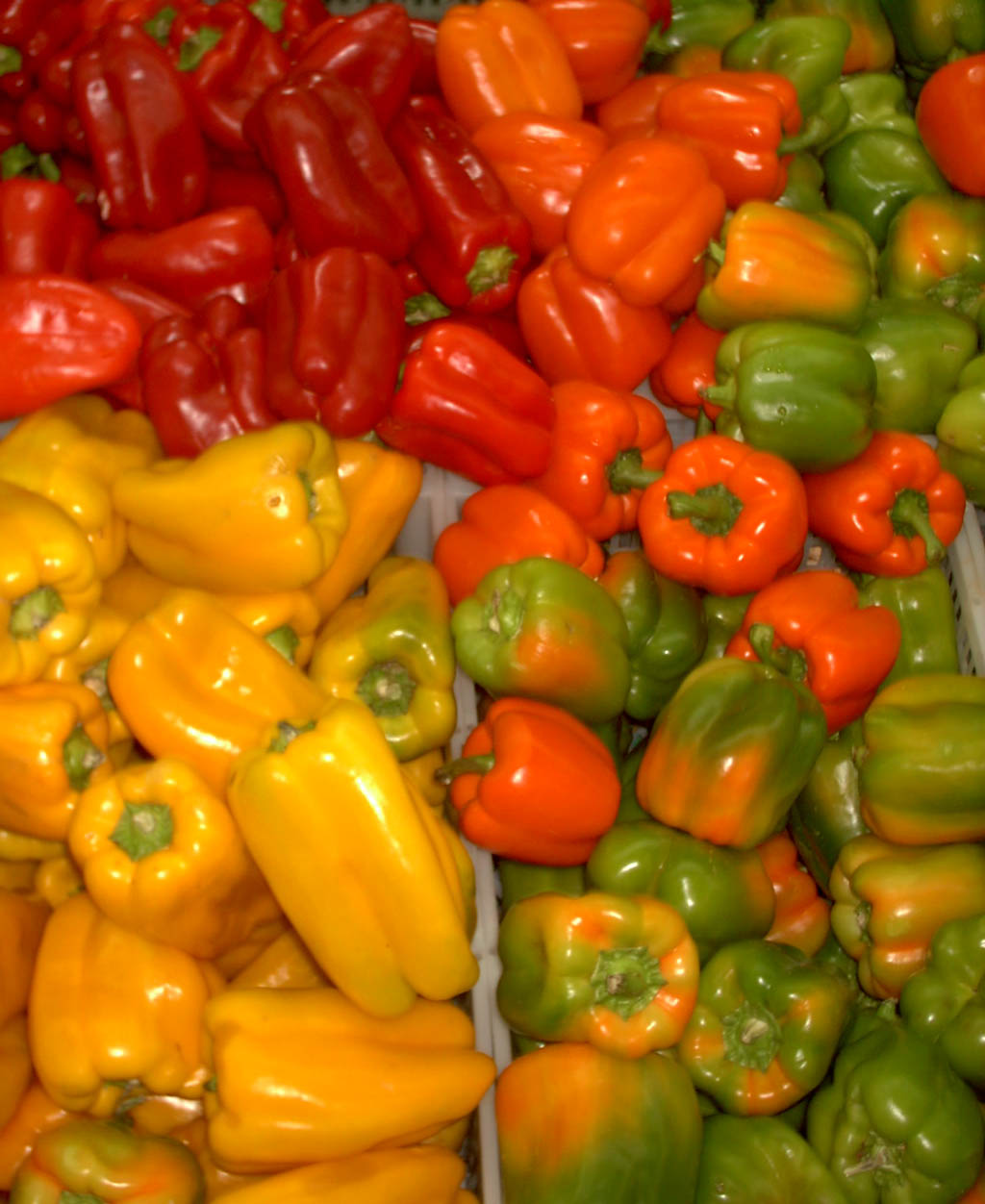
Varietats de color de Capsicum.
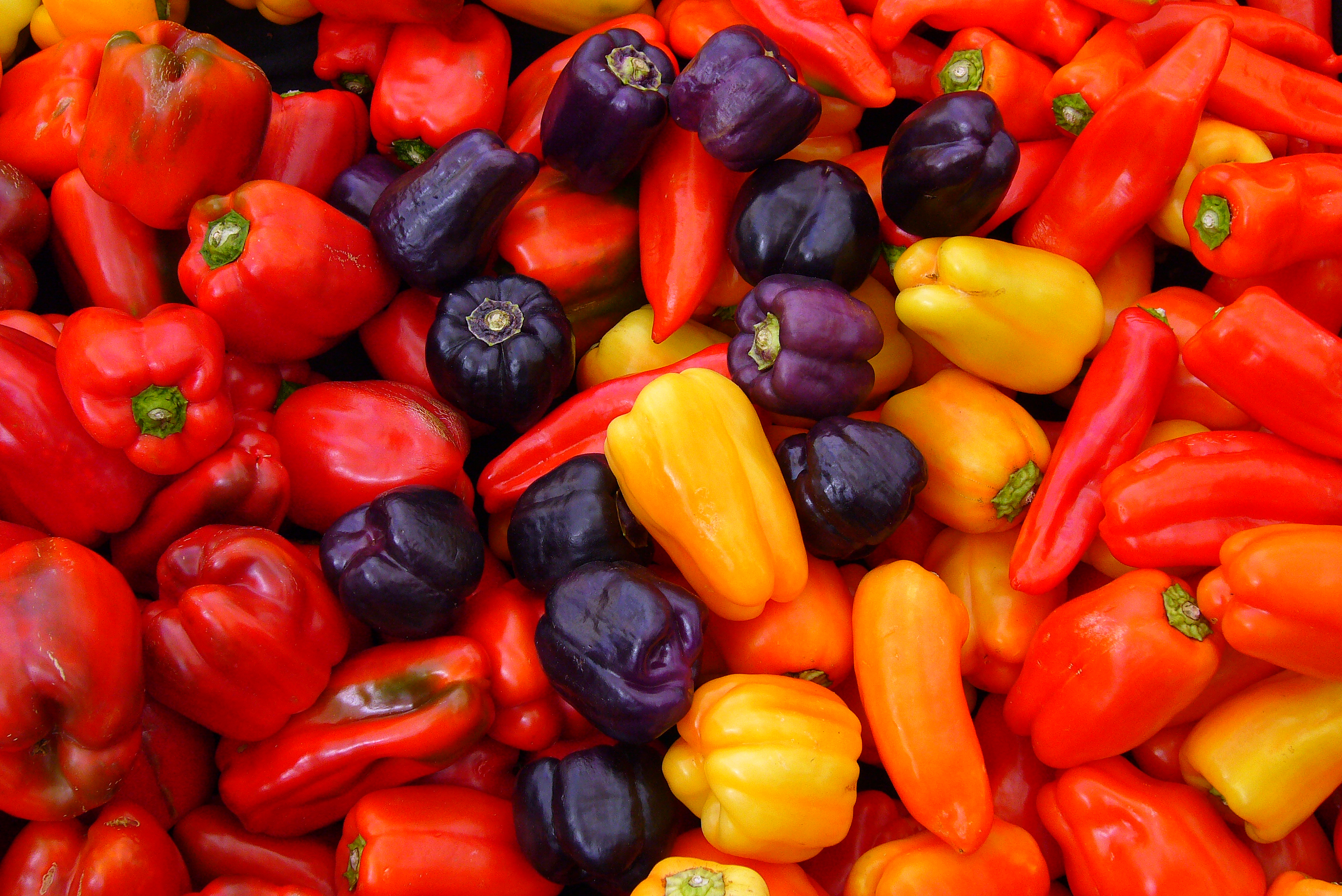
Capsicum annuum cultivars
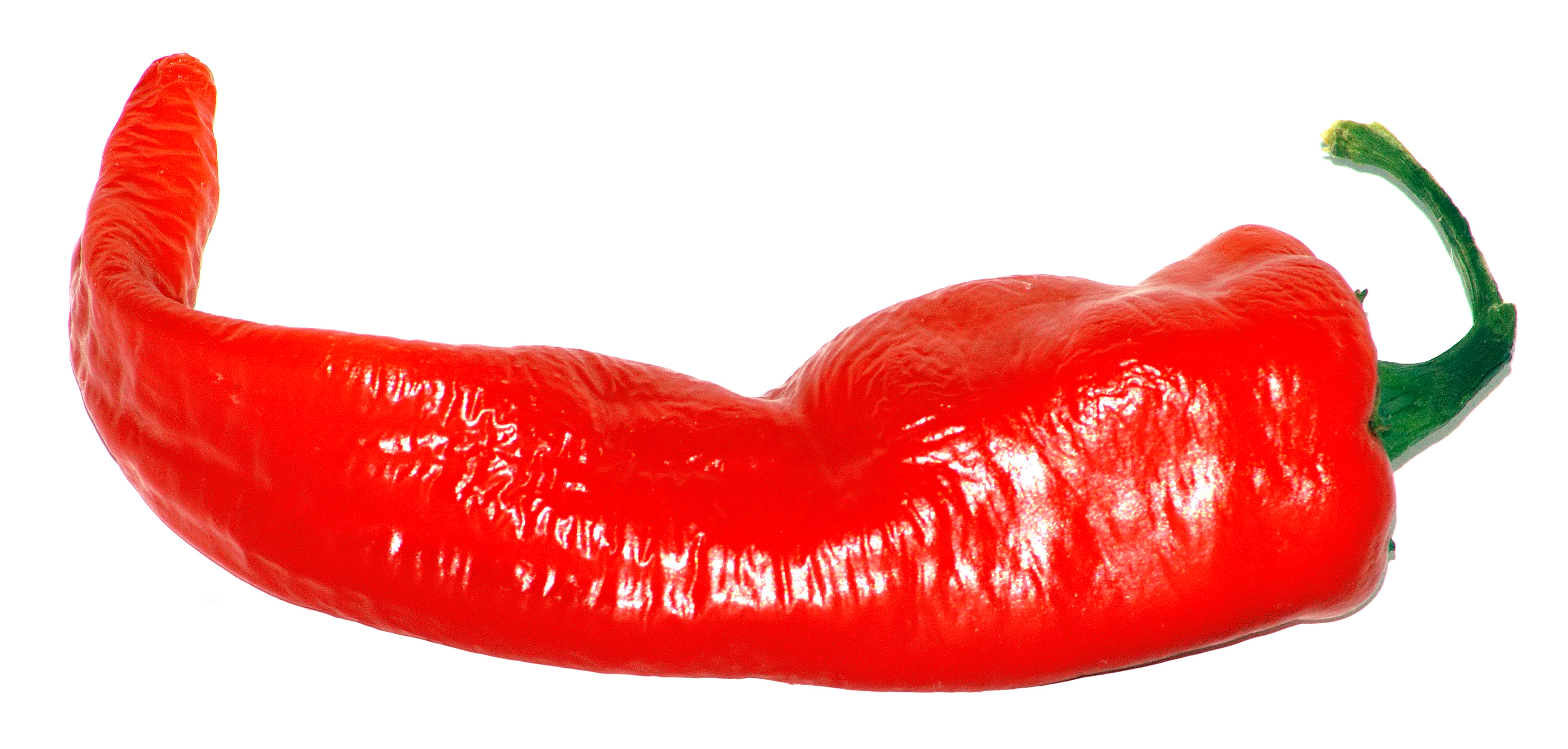
Pebre de Caiena (C. annuum)
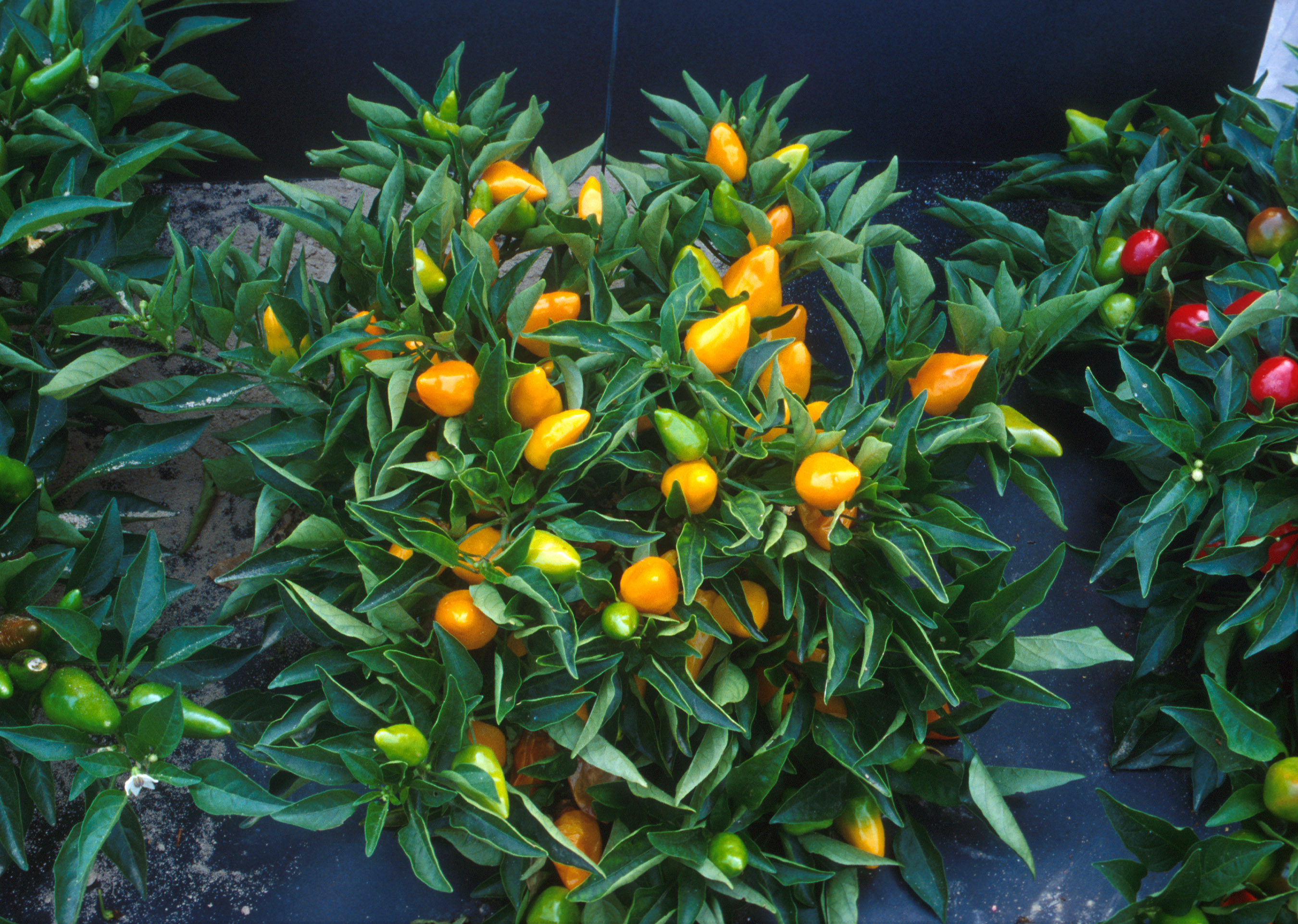
Planta taronja de Capsicum.
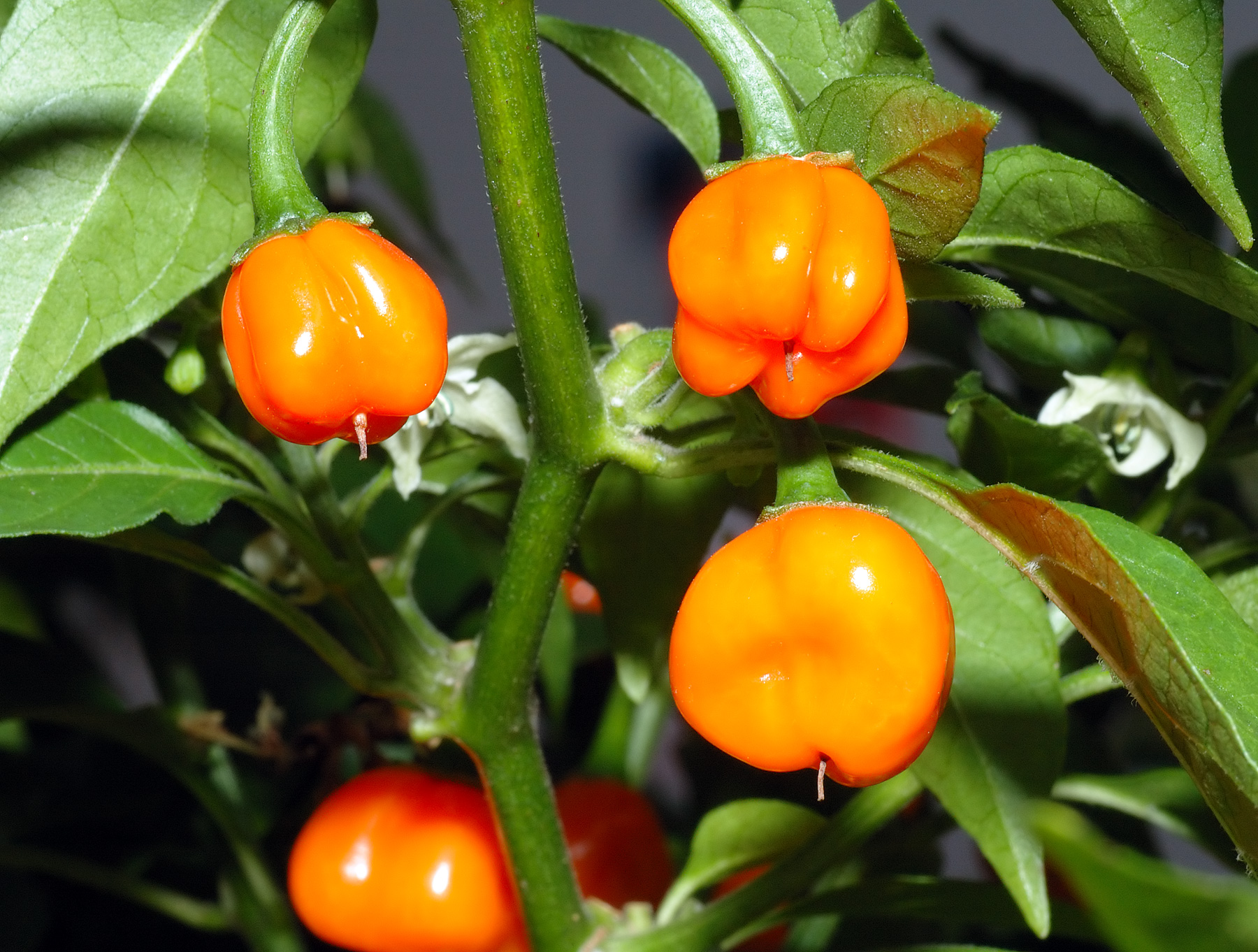
Habanero chili (C. chinense jacquin)- planta florida i amb fruits.
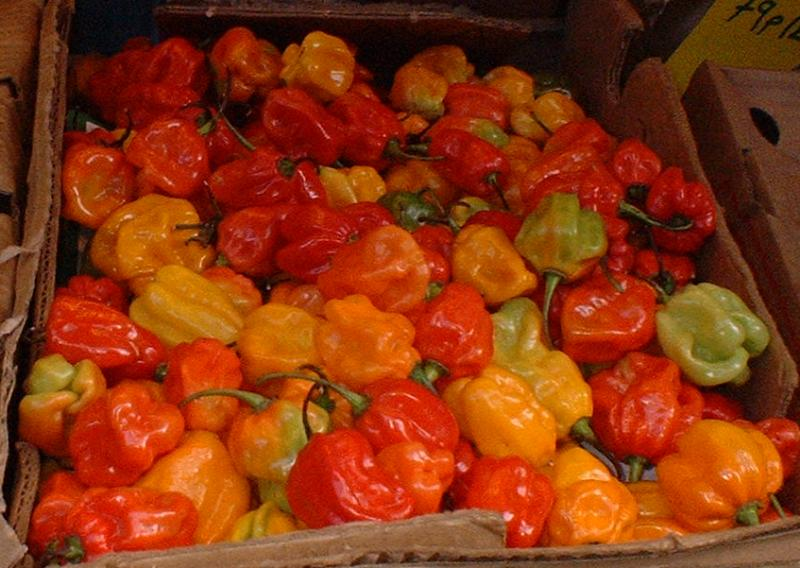
C. chinense en un mercat del Carib.
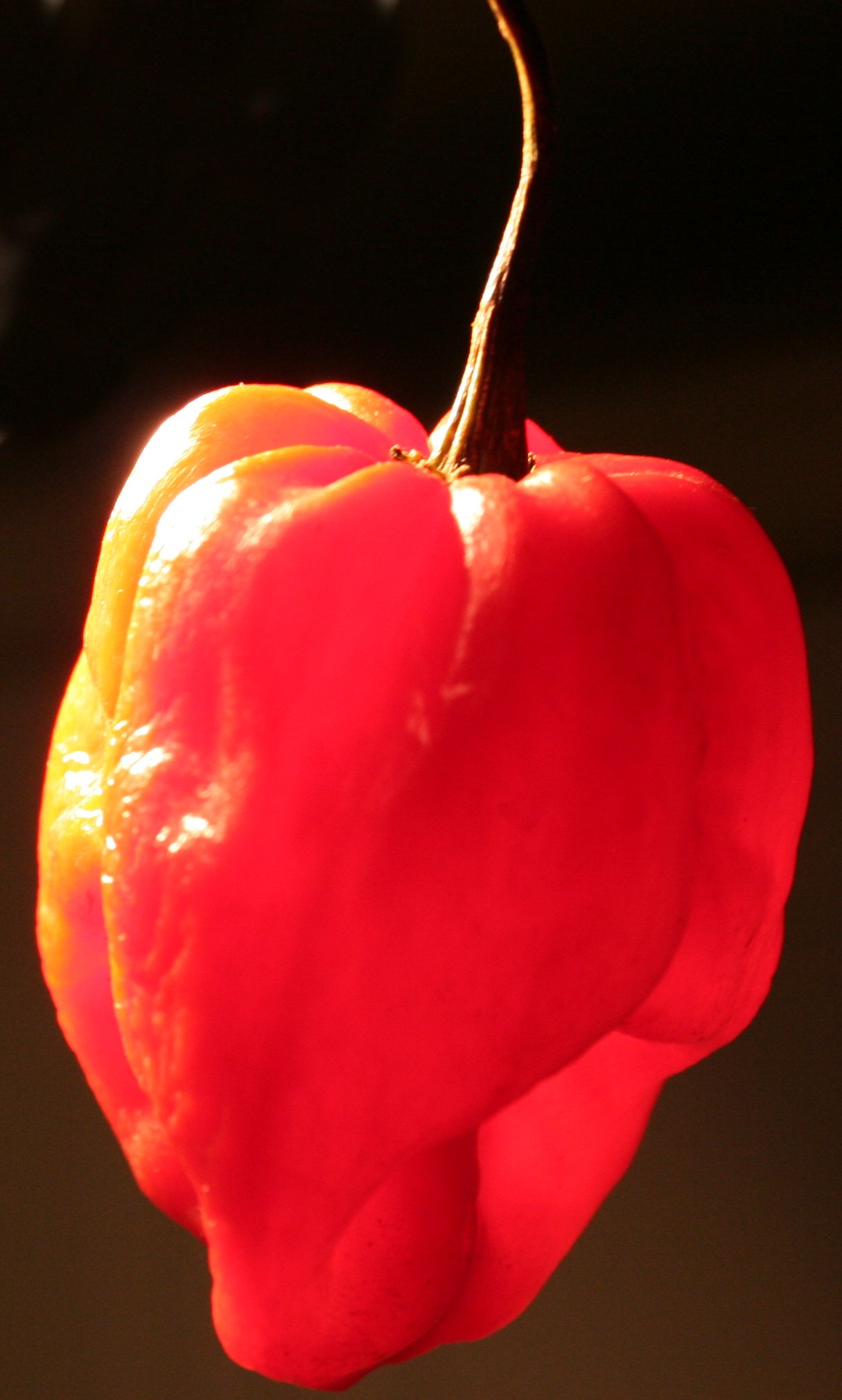
C. chinense.
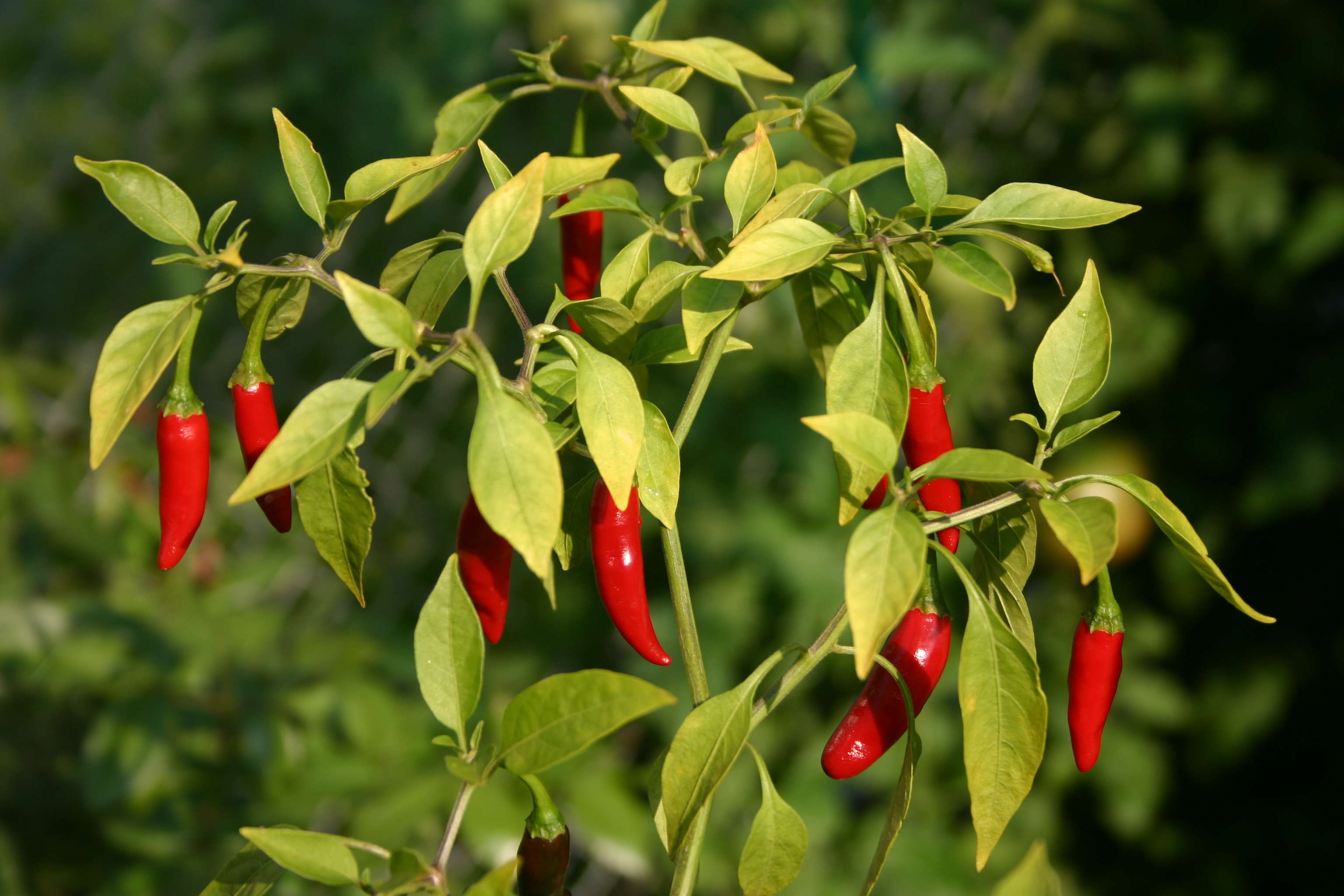
C. frutescens.
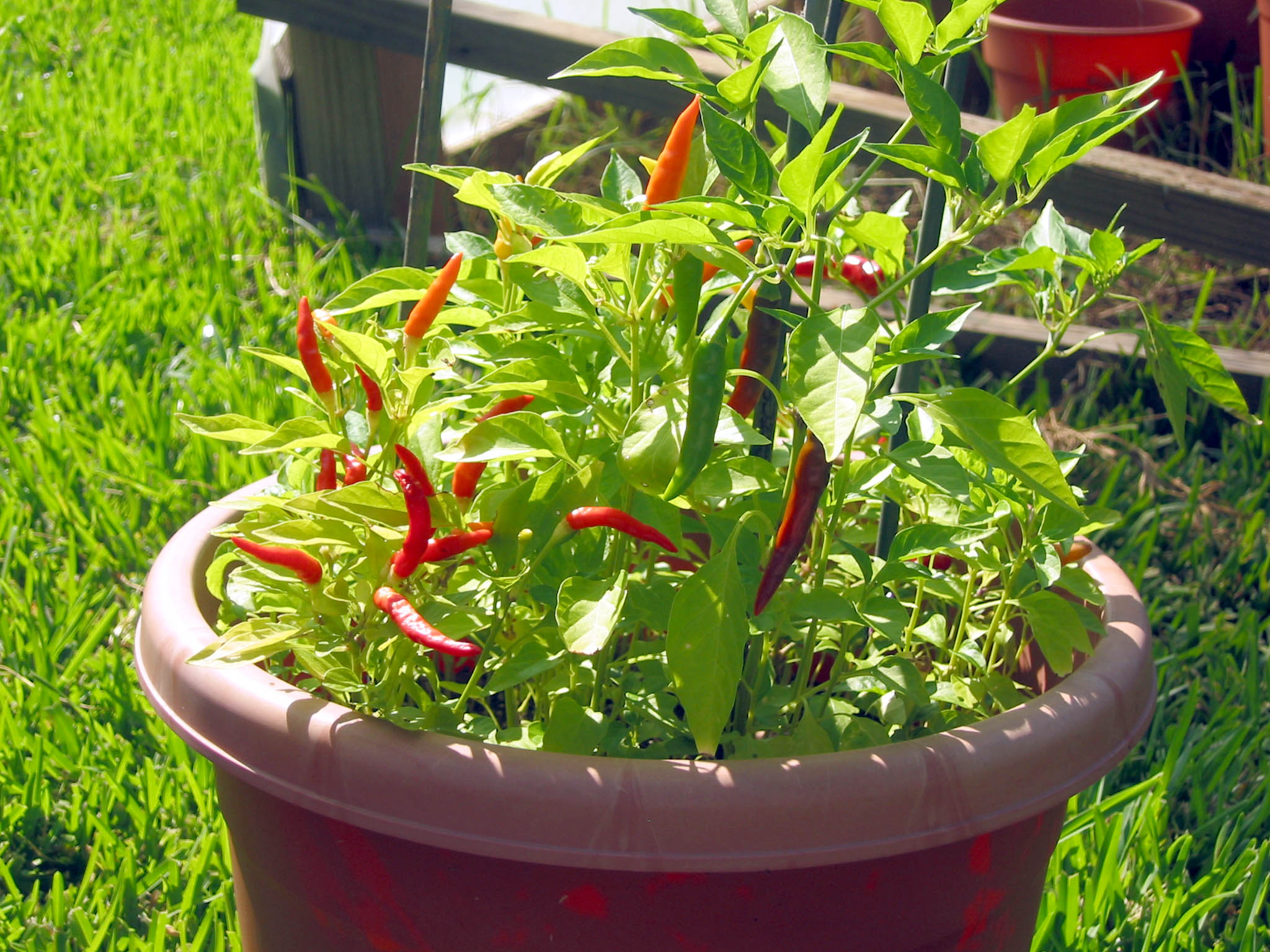
Piri piri (C. frutescens Dimoni africà')
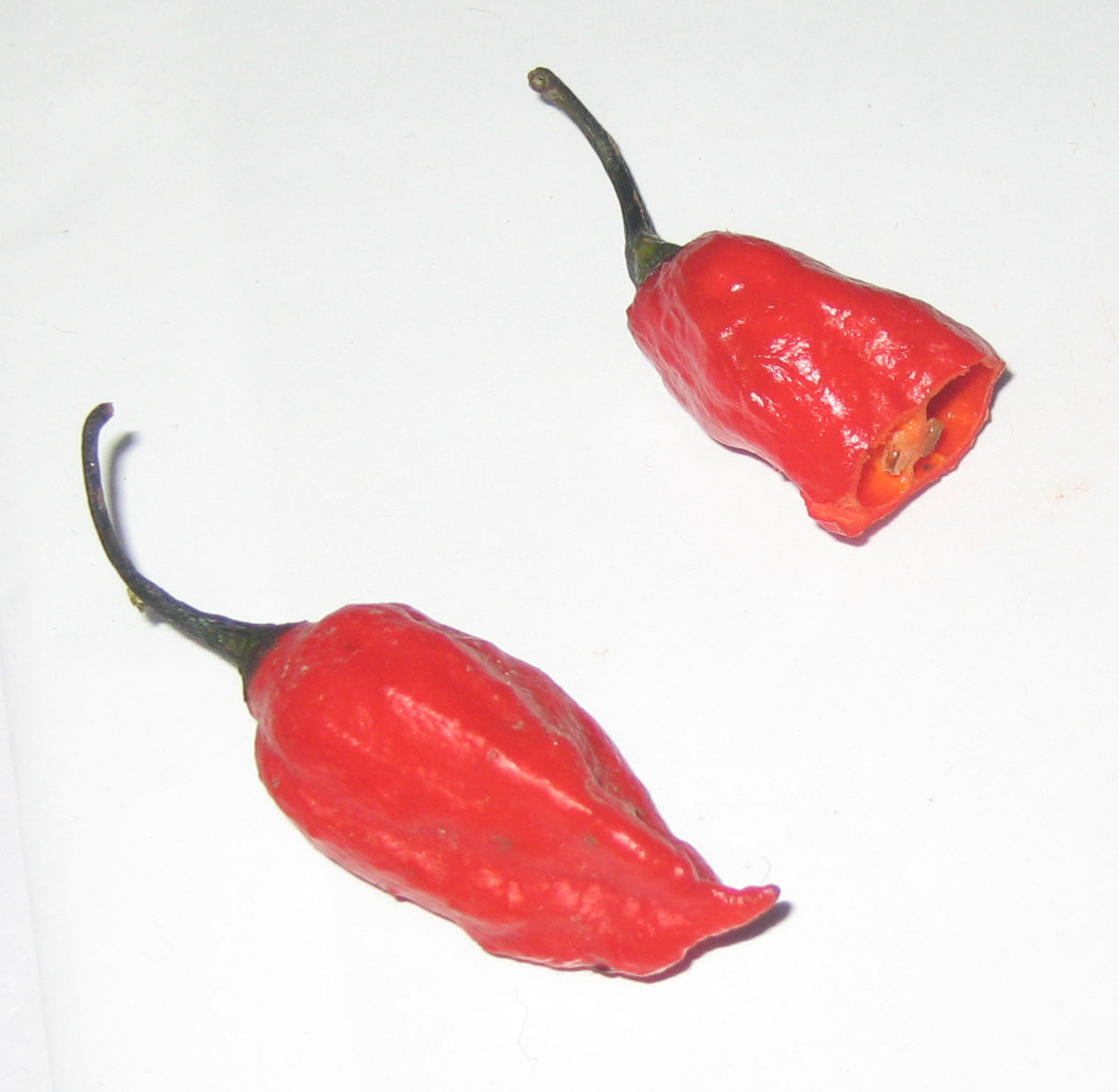
Naga Jolokia pepper o Bhut Jolokia (C. chinense x C. frutescens)
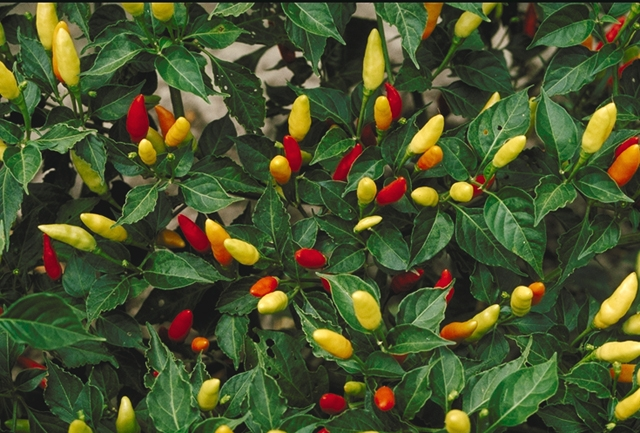
Pebrots de tabasco, molt, picants, amb els quals es fa la salsa del mateix nom
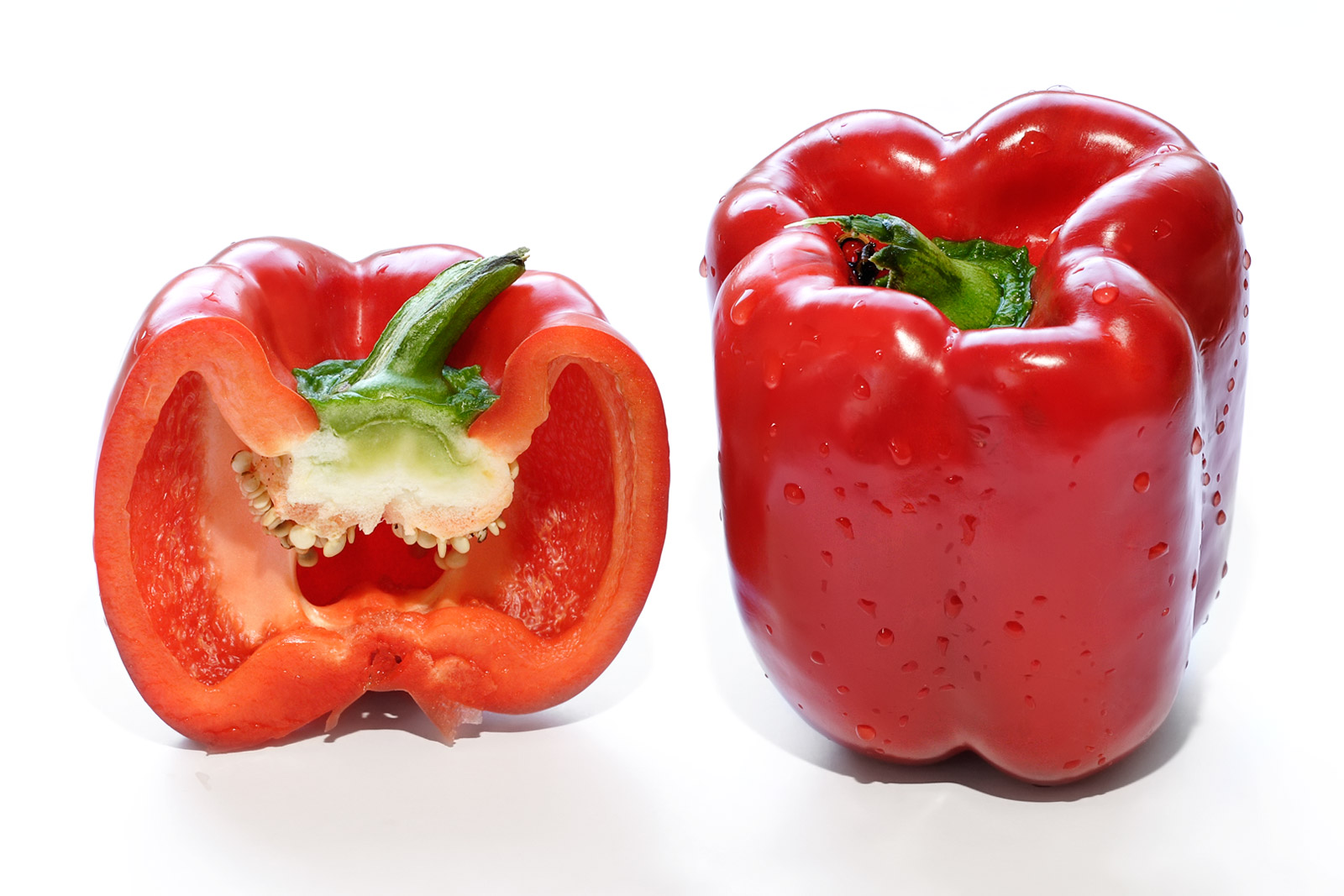
Pebrot vermell per a farcir, escalivar o amanir. Existeix també en groc, verd fosc i morat.
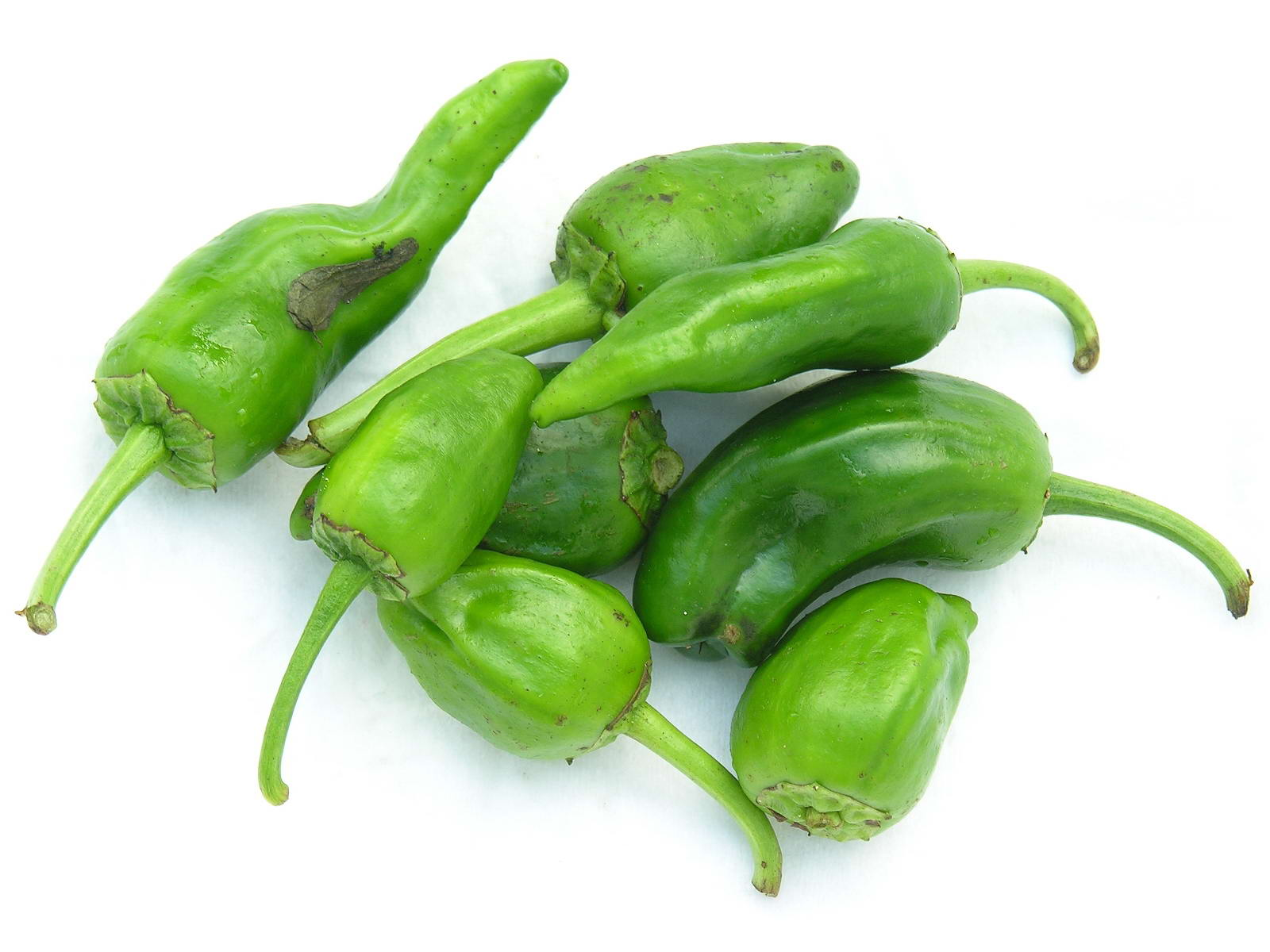
pebrots de Padrón crus
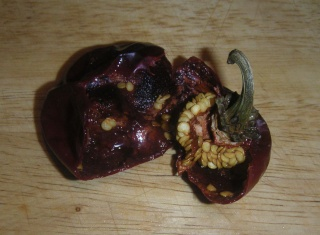
Interior d'una nyora.
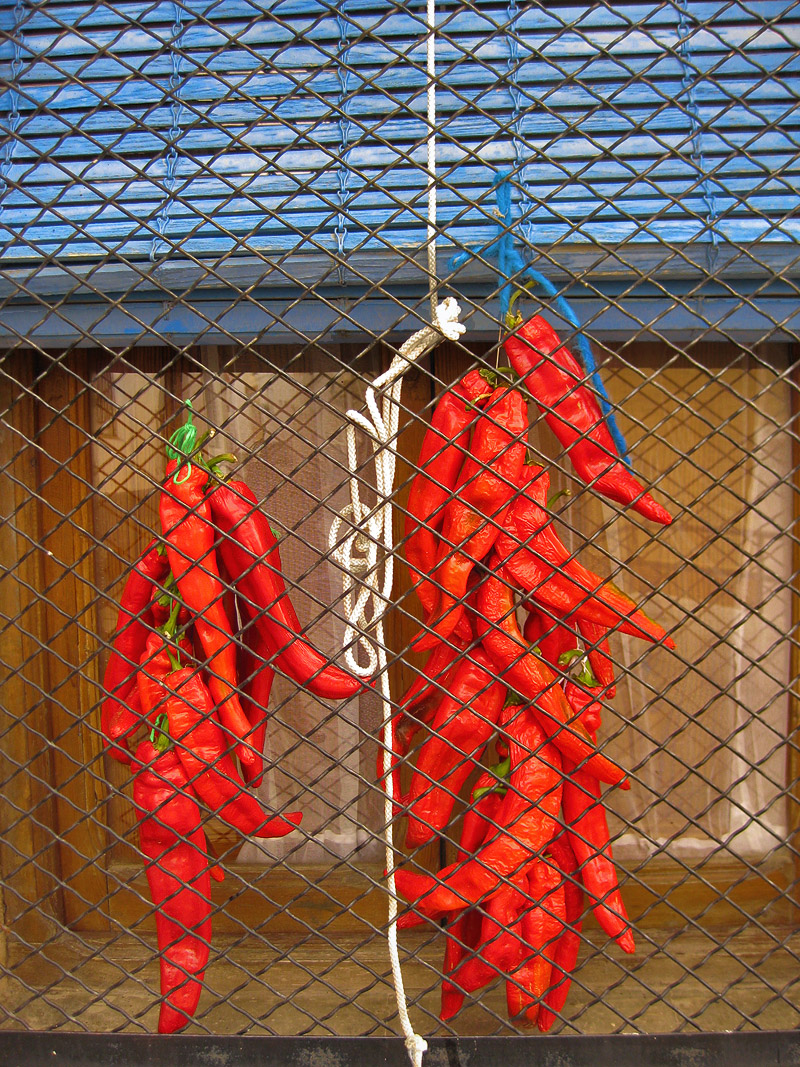
Penjoll de pebreres de piquillo, penjades a assecar-se, a Elche de la Sierra
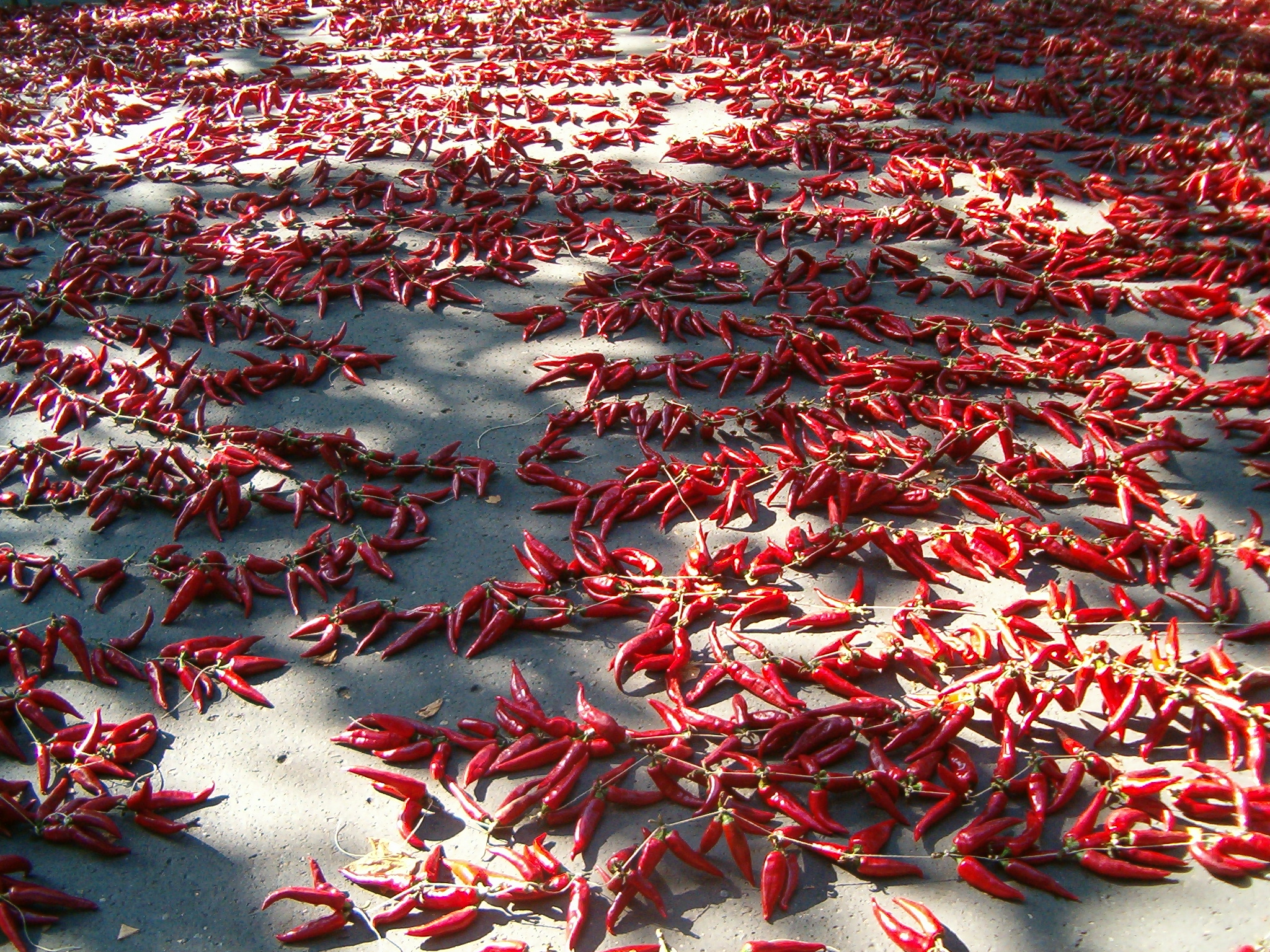
Pebrots vermells assecats per a la posterior polvorització
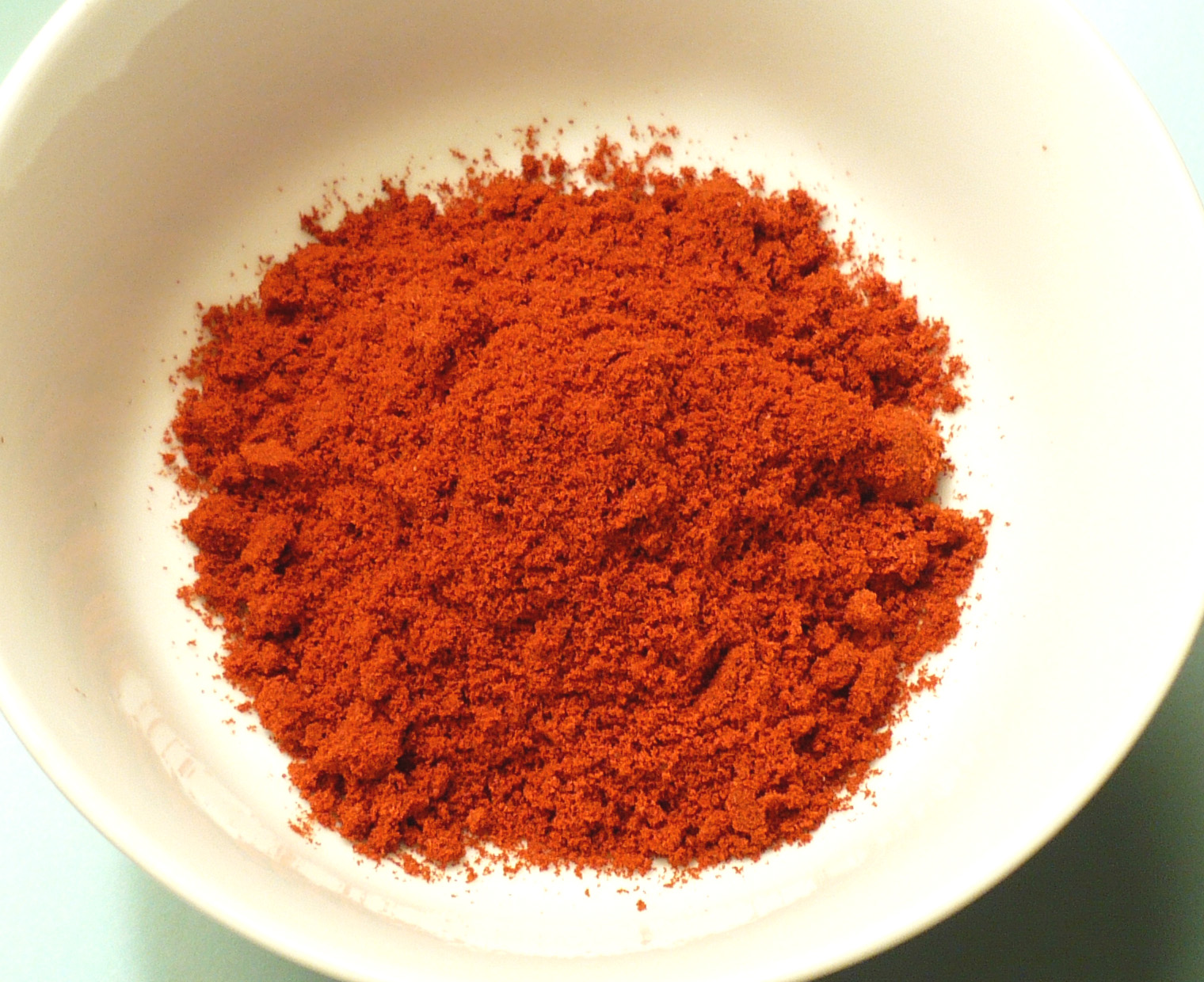
Un cop polvoritzat és piment vermell